# Lịch sử hành chính Hưng Yên
Hưng Yên là một tỉnh thuộc vùng đồng bằng sông Hồng, miền Bắc Việt Nam. Phía bắc giáp thành phố Hải Phòng và tỉnh Bắc Ninh. Phía nam giáp tỉnh Ninh Bình. Phía đông giáp Vịnh Bắc Bộ (thuộc Biển Đông) và thành phố Hải Phòng. Phía tây giáp thành phố Hà Nội. Vào thời điểm hiện tại (năm 2025), tỉnh Hưng Yên có 104 đơn vị hành chính cấp xã, gồm 93 xã và 11 phường.

## Thời cổ đại
Nguyên xưa, vùng đất Hưng Yên thuộc đất Sơn Nam. Sách Đại Nam Nhất thống chí chép vùng đất Sơn Nam có lẽ là thuộc huyện Chu Diên, quận Giao Chỉ đời Hán. 

## Thời trung đại
Đến thời Ngô Quyền, đất Sơn Nam được đặt thuộc châu Đằng, đời Tiền Lê đổi thành phủ Thái Bình. Thời Lý Cao Tông đổi thành Châu Đằng châu Khoái. Đời Trần đổi thành lộ Long Hưng và lộ Khoái.
Thời nhà Minh đô hộ, vùng đất Sơn Nam thuộc phủ Trần Man và Kiến Xương. Sau khi nhà Lê giành lại quyền tự chủ, đất Sơn Nam thuộc về Nam đạo; năm Quang Thuận thứ 10 đời Lê (1469), đổi thành đạo Thiên Trường. Đời Hồng Đức (Lê Thánh Tông, đổi thuộc Thừa tuyên Sơn Nam. Đến năm Cảnh Hưng thứ 2 (1741), chia đất Sơn Nam thành 2 lộ: Khoái Châu thuộc Thượng lộ, Tiên Hưng thuộc Hạ lộ, đặt chức Trấn thủ. Cuối đời Lê, đổi thành 2 trấn Sơn Nam Thượng và Sơn Nam Hạ. 
Vùng đất Hưng Yên nổi danh từ thời kỳ Trịnh - Nguyễn phân tranh trước đó với Phố Hiến, vốn là thương cảng đô hội quan trọng bậc nhất ở Đàng Ngoài. Thuyền bè ngược sông Hồng lên Thăng Long "Kẻ Chợ" đều phải dừng ở Phố Hiến đợi giấy phép nên Phố Hiến trở thành tụ điểm sầm uất. Người Tàu, người Nhật và người Tây phương đều đến đấy buôn bán. Do vậy dân gian đã có câu: "Thứ nhất Kinh Kỳ, thứ nhì Phố Hiến".
Đời nhà Nguyễn năm Minh Mệnh thứ 3 (1822), Sơn Nam Thượng được đổi thành trấn Sơn Nam còn Sơn Nam Hạ thì gọi là trấn Nam Định. 

### Hưng Yên thời nhà Nguyễn
Năm Minh Mệnh thứ 12 (1831), tỉnh Hưng Yên được thành lập, gồm các huyện Đông Yên, Kim Động, Thiên Thi, Tiên Lữ, Phù Cừ của phủ Khoái Châu, trấn Sơn Nam; và các huyện Thần Khê, Hưng Nhân, Duyên Hà của phủ Tiên Hưng, trấn Nam Định. Nhà Nguyễn cũng cắt đặt một chức Tuần phủ, đặt dưới quyền Tổng đốc Định Yên (Nam Định - Hưng Yên). 
Năm Tự Đức thứ 4 (1851), đổi huyện Tiên Lữ thuộc phủ Khoái Châu sang phủ Tiên Hưng.
Năm Tự Đức thứ 15 (1862) tránh chữ "Thiên" thuộc diện các chữ tôn kính, đổi huyện Thiên Thi thành huyện Ân Thi.

## Thời Pháp thuộc và Nhật thuộc
Ngày 25 tháng 2 năm 1890, Toàn quyền Đông Dương ra Nghị định thành lập đạo Bãi Sậy, gồm 4 huyện:
- Yên Mỹ: thành lập từ một số tổng thuộc huyện Đông Yên, Ân Thi của tỉnh Hưng Yên; một số tổng của huyện Mỹ Hào của tỉnh Hải Dương, một số tổng của huyện Văn Giang, tỉnh Bắc Ninh.
- Mỹ Hào: gồm 4 tổng còn lại sau khi cắt sang huyện Yên Mỹ.
- Cẩm Lương: gồm một số tổng của ba huyện Văn Giang, Gia Lâm và Siêu Loại tỉnh Bắc Ninh.
- Văn Lâm: gồm các tổng của huyện Văn Lâm.

Ngày 21 tháng 3 năm 1890, Toàn quyền Đông Dương ra nghị định thành lập tỉnh Thái Bình, gồm phủ Thái Bình, phủ Kiến Xương (tách từ tỉnh Nam Định) và huyện Thần Khê (tách từ tỉnh Hưng Yên và sáp nhập vào phủ Thái Bình - sau đổi tên là phủ Thái Ninh). Huyện Tiên Lữ thuộc phủ Tiên Hưng cũng được chuyển trở về phủ Khoái Châu.
Năm 1891, bãi bỏ đạo Bãi Sậy, đưa các huyện Văn Lâm, Yên Mỹ, Mỹ Hào vào Hưng Yên. Huyện Cẩm Lương, phần thuộc Cẩm Giàng trả về nơi cũ, phần thuộc Lương Tài – Siêu Loại đưa vào Văn Lâm, Mỹ Hào.
Ngày 28 tháng 11 năm 1894, chính quyền thực dân cắt hai huyện Hưng Nhân và Duyên Hà của Hưng Yên về tỉnh Thái Bình.

## Giai đoạn 1945 - 1954

### Về phíaViệt Nam Dân chủ Cộng hòa
Sau khi chính quyền Việt Nam Dân chủ Cộng hòa được thành lập, cải cách hành chính trên toàn quốc đã bãi bỏ cấp hành chính phủ, gọi chung là huyện. Tổ chức hành chính trên địa bàn tỉnh Hưng Yên gồm 8 huyện: Ân Thi, Khoái Châu, Kim Động, Mỹ Hào, Phù Cừ, Tiên Lữ, Văn Lâm, Yên Mỹ. Ngày 15 tháng 8 năm 1946, thị xã Hưng Yên được thành lập gồm có hai khu phố (Đầu Lĩnh và Đằng Giang).
Năm 1947, huyện Văn Giang của tỉnh Bắc Ninh được sáp nhập về tỉnh Hưng Yên.

## Giai đoạn 1954 - 1975
Năm 1961, xã Văn Đức thuộc huyện Văn Giang được sáp nhập về huyện Gia Lâm của thành phố Hà Nội.
Năm 1968, hợp nhất tỉnh Hải Dương và tỉnh Hưng Yên thành một tỉnh lấy tên là tỉnh Hải Hưng.

## Giai đoạn 1975 - 2025

### TỉnhThái Bình

#### ThờiViệt Nam Dân chủ Cộng hòa(1975 - 1976)
- Tính đến ngày 2 tháng 7 năm 1976, tỉnh Thái Bình có 8 đơn vị hành chính cấp huyện, bao gồm thị xã Thái Bình và 7 huyện: Đông Hưng, Hưng Hà, Kiến Xương, Quỳnh Phụ, Thái Thụy, Tiền Hải, Vũ Thư.

#### Năm 1976: Quyết định số 1507-TCCP
- Quyết định số 1507-TCCP[4] ngày 18 tháng 12 năm 1976 của Phủ Thủ tướng về việc hợp nhất và điều chỉnh địa giới của một số xã thuộc các huyện Thái Thụy, Quỳnh Phụ, Vũ Thư, Tiền Hải và Hưng Hà thuộc tỉnh Thái Bình:
- Huyện Thái Thụy

1. Cắt thôn Tân Hưng (của xã Thái Đô) nhập vào xã Thái Hòa.
2. Cắt thôn Từ Các, thôn Vọng Hải (của xã Thái Hòa), thôn Tân Lập, thôn Tân Bồi, thôn Ranh Giáo (của xã Thái Lộc) nhập vào xã Thái Đô.
3. Cắt thôn Vũ Biên, thôn Chỉ Thiện, thôn Tân Minh, thôn Liên Kết (của xã Thái Mỹ), thôn Cổ Lũng, thôn Lũng Tả, thôn Cao Mỹ (của xã Thái Lộc), thôn Hải Linh (của xã Thái Đô), lập thành một xã lấy tên là xã Mỹ Lộc.
4. Cắt thôn Xuân Bắc, thôn Xuân Trung (của xã Thái Mỹ) nhập vào xã Thái Thọ.

- Huyện Quỳnh Phụ

1. Hợp nhất 2 xã Quỳnh Lưu và xã Quỳnh Thái thành một xã, lấy tên là xã Quỳnh Hoàng.
2. Hợp nhất 2 xã Quỳnh Lương và xã Quỳnh Văn thành một xã, lấy tên là xã Quỳnh Hồng.
3. Cắt thôn Cẩn Du (của xã Quỳnh Hà) nhập vào xã Quỳnh Sơn.
4. Cắt thôn Hương Nhượng (của xã Quỳnh Hà) nhập vào xã Quỳnh Ngọc.

- Huyện Vũ Thư

1. Hợp nhất 3 xã Hồng Xuân, xã Tam Tỉnh, xã Đồng Thanh thành một xã, lấy tên là xã Hồng Lý.
2. Cắt thôn Phú Lộc (của xã Thanh Phú), xóm Hồng Hà (của xã Tân Lập) nhập vào xã Việt Hùng.
3. Hợp nhất xã Thuận Vi, thôn Bách Tính, thôn An Hòa (của xã Bách Thuận) và thôn Thượng Xuân (của xã Tân Lập) thành một xã, lấy tên là xã Bách Thuận.
4. Hợp nhất xã Vũ Hồng và xã Vũ Phong thành một số, lấy tên là xã Hồng Phong.
5. Hợp nhất xã Vũ Hợp và xã Vũ Nghĩa thành một số, lấy tên là xã Duy Nhất.
6. Cắt thôn Tú Linh, thôn Trường Mai và thôn Tân Quán (của xã Tân Bình) nhập vào xã Phú Xuân.
7. Cắt thôn Thanh Bản (của xã Thanh Phú) nhập vào xã Xuân Hòa).
8. Hợp nhất xã Vũ Lãm và xã Vũ Chính thành một xã, lấy tên là xã Chính Lãm.
9. Hợp nhất xã Song Lãng và xã Đông Phú thành một xã, lấy tên là xã Song Lãng.
10. Cắt thôn Đồng Thanh (của xã Tân Bình) nhập vào xã Tiền Phong.
11. Hợp nhất xã Vũ Thuận và xã Vũ Việt thành một xã, lấy tên là xã Việt Thuận.
12. Cắt thôn Tang Bồng, thôn Trà Khê (của xã Bách Thuận), xóm Việt Thắng (của Tam Quang), xóm Tiền Phong (của xã Dũng Nghĩa) nhập vào xã Tân Lập.

- Huyện Tiền Hải

1. Cắt thôn Tam Đồng (của xã Tây Lương) nhập vào xã Vũ Lăng.
2. Cắt thôn Nam Trạch (của xã Vân Trường) nhập vào xã Bắc Hải.
3. Cắt thôn Viện Hội, thôn Võ La (của xã Nam Hồng) nhập vào xã Nam Hải.

- Huyện Hưng Hà

1. Hợp nhất xã Thống Nhất và xã An Đình thành một xã, lấy tên là xã Thống Nhất.

#### Năm 1977: Quyết định số 618-VP18
- Quyết định số 618-VP18[5] ngày 23 tháng 2 năm 1977 của Phủ Thủ tướng về việc hợp nhất một số xã thuộc huyện Hưng Hà, tỉnh Thái Bình:
- Huyện Hưng Hà

1. Hợp nhất xã Minh Hồng và xã Hồng Phong thành lập một xã lấy tên là xã Hồng Minh.
2. Hợp nhất xã Tiến Dũng và xã Hoàng Đức thành một xã lấy tên là xã Tiến Đức.
3. Hợp nhất xã Phạm Lễ và xã Tân Mỹ thành một xã lấy tên là xã Tân Lễ.
4. Hợp nhất xã Tam Điệp và xã Tam Nông thành một xã lấy tên là xã Điệp Nông.
5. Hợp nhất xã Lam Sơn và xã Trần Phú thành một xã lấy tên là xã Phú Sơn.
6. Hợp nhất xã Hòa Bình và xã Chi Lăng thành một xã lấy tên là xã Bình Lăng.
7. Sáp nhập thôn Điểm, thôn Gạo, thôn Hà của xã Tân Việt vào xã Hồng Hà lấy tên là xã Hồng An.
8. Sáp nhập thôn Phương La của xã Tân Việt vào xã Thái Thịnh lấy tên là xã Thái Phương.
9. Sáp nhập thôn Bùi Tịp, thôn Nguôm, thôn Tư Nam, thôn Phú Lâm của xã Hiệp Hòa vào xã Cấp Tiến lấy tên là xã Hòa Tiến.
10. Sáp nhập thôn Lương và thôn Me của xã Hiệp Hòa vào xã Tân Sơn lấy tên là xã Tân Hòa.

#### Năm 1981: Quyết định số 3-CP
- Quyết định số 3-CP[6] ngày 3 tháng 1 năm 1981 của Hội đồng Chính phủ về việc thống nhất tên gọi các đơn vị hành chính ở nội thành nội thị:

1. Từ nay ở nội thành, đơn vị hành chính cấp dưới trực tiếp của thành phố trực thuộc trung ương đều thống nhất gọi là quận; các đơn vị hành chính cơ sở ở nội thành, nội thị của các thành phố thuộc tỉnh, thị xã và quận gọi là phường.

#### Năm 1982: Quyết định số 63-HĐBT
- Quyết định số 63-HĐBT[7] ngày 5 tháng 4 năm 1982 của Hội đồng Bộ trưởng về việc thành lập và đổi tên một số xã thuộc huyện Vũ Thư, tỉnh Thái Bình:
- Huyện Vũ Thư, thị xã Thái Bình

1. Thành lập xã Tân Bình gồm có thôn Đồng Thanh của xã Tiền Phong, các thôn Trường Mai, Tân Quán, Tú Linh của xã Phú Xuân.
2. Thành lập xã Trần Lãm gồm có thôn Lạc Đạo của xã Chính Lãm, xóm Hòa Bình của xã Vũ Phúc cùng huyện và 128 hécta đất của phường Kỳ Bá thuộc thị xã Thái Bình.
3. Đổi trên xã Chính Lãm thành xã Vũ Chính.

#### Năm 1982: Quyết định số 67-HĐBT
- Quyết định số 67-HĐBT[8] ngày 8 tháng 4 năm 1982 của Hội đồng Bộ trưởng về việc mở thị xã Thái Bình thuộc tỉnh Thái Bình:
- Huyện Vũ Thư, thị xã Thái Bình

1. Mở rộng thị xã Thái Bình trên cơ sở tách các xã Tiền Phong, Trần Lãm của huyện Vũ Thư cùng tỉnh chuyển sang.

#### Năm 1986: Quyết định số 24-HĐBT
- Quyết định số 24-HĐBT[9] ngày 20 tháng 3 năm 1986 của Hội đồng Bộ trưởng về việc điều chỉnh địa giới thị xã Thái Bình và các huyện Đông Hưng, Vũ Thư thuộc tỉnh Thái Bình:
- Thị xã Thái Bình, huyện Đông Hưng, huyện Vũ Thư

1. Chuyển 2 xã: Đông Hòa, Hoàng Diệu thuộc huyện Đông Hưng và 3 xã: Phú Xuân, Vũ Phúc, Vũ Chính của huyện Vũ Thư về thị xã Thái Bình quản lý.

#### Năm 1986: Quyết định số 75-HĐBT
- Quyết định số 75-HĐBT[10] ngày 25 tháng 6 năm 1986 của Hội đồng Bộ trưởng về việc điều chỉnh địa giới hành chính một số xã, thị trấn của huyện Thái Thụy thuộc tỉnh Thái Bình:
- Huyện Thái Thụy

1. Thành lập thị trấn Diêm Điền (thị trấn huyện lỵ huyện Thái Thụy) trên cơ sở 40,81 hécta đất với 3.373 nhân khẩu của xã Thụy Lương; 107,61 hécta đất với 6.049 nhân khẩu của xã Thụy Hà; 29,31 hécta đất với 892 nhân khẩu của xã Thụy Hải.
2. Tách 276,67 hécta đất với 1.909 nhân khẩu của xã Thụy Lương để sáp nhập vào xã Thụy Hà.

#### Năm 1986: Quyết định số 159-HĐBT
- Quyết định số 159-HĐBT[11] ngày 2 tháng 12 năm 1986 của Hội đồng Bộ trưởng về việc thành lập thị trấn của huyện Đông Hưng thuộc tỉnh Thái Bình:
- Huyện Đông Hưng

1. Thành lập thị trấn Đông Hưng (thị trấn huyện lỵ huyện Đông Hưng) trên cở sở 52,95 hécta diện tích tự nhiên với 2.700 nhân khẩu của xã Đông Hợp; 9,10 hécta diện tích tự nhiên với 187 nhân khẩu của xã Đông La và 2,42 hécta diện tích tự nhiên với 281 nhân khẩu của xã Nguyên Xá.

#### Năm 1986: Quyết định số 169-HĐBT
- Quyết định số 169-HĐBT[12] ngày 13 tháng 12 năm 1986 của Hội đồng Bộ trưởng về việc chia một số xã và thành lập một số thị trấn của các huyện Tiền Hải, Vũ Thư thuộc tỉnh Thái Bình:Thành lập một số đơn vị hành chính cấp xã thuộc huyện Tiền Hải:
- Huyện Tiền Hải

1. Chia xã Đông Trà thành hai xã lấy tên là xã Đông Trà và xã Đông Hải.
2. Chia xã Nam Hưng thành hai xã lấy tên là xã Nam Hưng và xã Nam Phú.
3. Thành lập thị trấn Tiền Hải (thị trấn huyện lỵ huyện Tiền Hải) trên cơ sở 89,95 hécta diện tích tự nhiên với 5.653 nhân khẩu của xã Tây Sơn và 56,70 hécta diện tích tự nhiên với 1.653 nhân khẩu của xã Tây Giang.

- Huyện Vũ Thư

1. Thành lập thị trấn Vũ Thư (thị trấn huyện lỵ huyện Vũ Thư) trên cơ sở 92,55 hécta diện tích tự nhiên với 3.670 nhân khẩu của xã Minh Quang và 17,86 hécta diện tích tự nhiên với 1.575 nhân khẩu của xã Hòa Bình.

#### Năm 1988: Quyết định số 102-HĐBT
- Quyết định số 102-HĐBT[13] ngày 8 tháng 6 năm 1988 của Hội đồng Bộ trưởng về việc thành lập thị trấn Kiến Xương của huyện Kiến Xương thuộc tỉnh Thái Bình:
- Huyện Kiến Xương

1. Tách xóm Quang Trung và xóm Tân Tiến của xã Tán Thuật thuộc huyện Kiến Xương, tỉnh Thái Bình để thành lập thị trấn Kiến Xương (thị trấn huyện lỵ huyện Kiến Xương).

#### Năm 1989: Quyết định số 4-HĐBT
- Quyết định số 4-HĐBT[14] ngày 13 tháng 1 năm 1989 của Hội đồng Bộ trưởng về việc chia xã Hồng Lý của huyện Vũ Thư thuộc tỉnh Thái Bình thành hai xã:
- Huyện Vũ Thư

1. Chia xã Hồng Lý của huyện Vũ Thư thuộc tỉnh Thái Bình thành hai xã, lấy tên xã Hồng Lý và xã Đông Thanh.

#### Năm 1989: Quyết định số 72-HĐBT
- Quyết định số 72-HĐBT[15] ngày 21 tháng 6 năm 1989 của Hội đồng Bộ trưởng về việc thành lập phường Phú Khánh (thị xã Thái Bình) và thị trấn Hưng Hà (huyện Hưng Hà) thuộc tỉnh Thái Bình:
- Thị xã Thái Bình

1. Thành lập phường Phú Khánh thuộc thị xã Thái Bình trên cơ sở tách: 4 tổ nhân dân từ tổ 1 đến tổ 4 của xã Vũ Phúc (thị xã Thái Bình) gồm 30 ha diện tích tự nhiên với 1.358 nhân khẩu; 10 tổ nhân dân từ tổ 1 đến tổ 10 và xóm Đại Minh của xã Phú Xuân (thị xã Thái Bình) gồm 108 ha diện tích tự nhiên với 5.214 nhân khẩu.

- Huyện Hưng Hà

1. Thành lập thị trấn Hưng Hà của huyện Hưng Hà trên cơ sở giải thể xã An Đồng của huyện Hưng Hà.

#### Năm 1990: Quyết định số 580/TCCP
- Quyết định số 580/TCCP[16] ngày 26 tháng 12 năm 1990 của Ban Tổ chức – Cán bộ của Chính phủ về việc hoạch định lại địa giới thị trấn Quỳnh Côi thuộc huyện Quỳnh Phụ tỉnh Thái Bình:
- Huyện Quỳnh Phụ

1. Tách 2,2891 ha diện tích tự nhiên và 199 nhân khẩu của xã Quỳnh Hồng; 0,5138 ha diện tích tự nhiên và 45 nhân khẩu của xã Quỳnh Mỹ để sáp nhập vào thị trấn Quỳnh Côi.

#### Năm 2002: Nghị định số 45/2002/NĐ-CP
- Nghị định số 45/2002/NĐ-CP[17] ngày 12 tháng 4 năm 2002 của Chính phủ về việc thành lập các phường thuộc thị xã Thái Bình và thị trấn Thanh Nê thuộc huyện Kiến Xương, tỉnh Thái Bình:
- Thị xã Thái Bình

1. Thành lập phường Tiền Phong thuộc thị xã Thái Binh trên cơ sở toàn bộ diện tích tự nhiên và dân số của xã Tiền Phong.
2. Thành lập phương Trần Lãm thuộc thị xã Thái Bình trên cơ sở toàn bộ diện tích tự nhiên và dân số của xã Trần Lãm.

- Huyện Kiến Xương

1. Thành lập thị trấn Thanh Nê - thị trấn huyện lỵ huyện Kiến Xương trên cơ sở sáp nhập toàn bộ diện tích tự nhiên và dân số của của thị trấn Kiến Xương và xã Tán Thuật.

#### Năm 2004: Nghị định số 117/2004/NĐ-CP
- Nghị định số 117/2004/NĐ-CP[18] ngày 29 tháng 4 năm 2004 của Chính phủ về việc thành lập thành phố Thái Bình thuộc tỉnh Thái Bình:
- Thành phố Thái Bình

1. Thành lập thành phố Thái Bình thuộc tỉnh Thái Bình trên co sở toàn bộ diện tích tự nhiên và dân số của thị xã Thái Bình.
2. Thành phố Thái Bình có 4.330 ha diện tích tự nhiên và 143.925 nhân khẩu, có 13 đơn vị hành chính trực thuộc gồm các phường: Lê Hồng Phong, Bồ Xuyên, Đề Thám, Kỳ Bá, Quang Trung, Phú Khánh, Tiền Phong, Trần Lãm và các xã : Hoàng Diệu, Đông Hòa, Phú Xuân, Vũ Chính và Vũ Phúc.
3. Tỉnh Thái Bình có 8 đơn vị hành chính cấp huyện gồm các huyện: Đông Hưng, Hưng Hà, Quỳnh Phụ, Thái Thuỵ, Vũ Thư, Kiến Xương, Tiền Hải và thành phố Thái Bình.

#### Năm 2005: Nghị định số 61/2005/NĐ-CP
- Nghị định số 61/2005/NĐ-CP[19] ngày 16 tháng 5 năm 2005 của Chính phủ về việc thành lập thị trấn thuộc các huyện Quỳnh Phụ, Hưng Hà và chia xã Bình Lăng thuộc huyện Hưng Hà, tỉnh Thái Bình:
- Huyện Quỳnh Phụ

1. Thành lập thị trấn An Bài thuộc huyện Quỳnh Phụ trên cơ sở toàn bộ diện tích tự nhiên và dân số của xã An Bài.

- Huyện Hưng Hà

1. Thành lập thị trấn Hưng Nhân thuộc huyện Hưng Hà trên cơ sở toàn bộ diện tích tự nhiên và dân số của xã Phú Sơn.
2. Chia xã Bình Lăng thuộc huyện Hưng Hà thành xã Hòa Bình và xã Chi Lăng.

#### Năm 2007: Nghị định số 181/2007/NĐ-CP
- Nghị định số 181/2007/NĐ-CP[20] ngày 13 tháng 12 năm 2007 của Chính phủ về việc điều chỉnh địa giới hành chính huyện Đông Hưng, huyện Kiến Xương, huyện Vũ Thư để mở rộng thành phố Thái Bình; điều chỉnh địa giới hành chính phường, xã; thành lập phường thuộc thành phố Thái Bình, tỉnh Thái Bình:
- Huyện Đông Hưng, huyện Kiến Xương, huyện Vũ Thư, thành phố Thái Bình

1. Điều chỉnh 665,55 ha diện tích tự nhiên và 10.789 nhân khẩu (gồm toàn bộ diện tích tự nhiên và dân số của các xã Đông Thọ và Đông Mỹ) thuộc huyện Đông Hưng; 1.394,23 ha diện tích tự nhiên và 18.112 nhân khẩu (gồm toàn bộ diện tích tự nhiên và dân số của các xã Vũ Lạc và Vũ Đông) thuộc huyện Kiến Xương; 379,41 ha diện tích tự nhiên và 4.674 nhân khẩu (gồm toàn bộ diện tích tự nhiên và dân số của xã Tân Bình) thuộc huyện Vũ Thư về thành phố Thái Bình để quản lý.
2. Thành phố Thái Bình sau khi điều chỉnh địa giới hành chính có 6.771,35 ha diện tích tự nhiên và 178.183 nhân khẩu, có 18 đơn vị hành chính trực thuộc, bao gồm các phường: Lê Hồng Phong, Đề Thám, Quang Trung, Bồ Xuyên, Kỳ Bá, Phú Khánh, Trần Lãm, Tiền Phong và các xã: Đông Hòa, Hoàng Diệu, Phú Xuân, Vũ Chính, Vũ Phúc, Đông Thọ, Đông Mỹ, Vũ Lạc, Vũ Đông, Tân Bình.

- Thành phố Thái Bình

1. Thành lập phường Hoàng Diệu thuộc thành phố Thái Bình trên cơ sở toàn bộ xã Hoàng Diệu.
2. Thành lập phường Trần Hưng Đạo thuộc thành phố Thái Bình trên cơ sở điều chỉnh 38,3 ha diện tích tự nhiên và 2.676 nhân khẩu của phường Quang Trung; 57,5 ha diện tích tự nhiên và 923 nhân khẩu của phường Tiền Phong; 5,5 ha diện tích tự nhiên và 673 nhân khẩu của phường Bồ Xuyên; 70,3 ha diện tích tự nhiên và 438 nhân khẩu của xã Phú Xuân.
3. Sau khi điều chỉnh địa giới hành chính xã, huyện để mở rộng thành phố Thái Bình và thành lập phường thuộc thành phố Thái Bình:
  1. Thành phố Thái Bình có 6.771,35 ha diện tích tự nhiên và 178.183 nhân khẩu, có 19 đơn vị hành chính trực thuộc, bao gồm các phường: Bồ Xuyên, Phú Khánh, Kỳ Bá, Tiền Phong, Quang Trung, Trần Lãm, Lê Hồng Phong, Đề Thám, Trần Hưng Đạo, Hoàng Diệu và các xã: Đông Hòa, Vũ Chính, Vũ Phúc, Phú Xuân, Tân Bình, Vũ Đông, Vũ Lạc, Đông Thọ, Đông Mỹ.
  2. Huyện Đông Hưng còn lại 19.176,39 ha diện tích tự nhiên và 246.335 nhân khẩu, có 44 đơn vị hành chính trực thuộc, bao gồm các xã: Đông Dương, Đông Hoàng, Đông Á, Đông Phong, Đông Huy, Đông Lĩnh, Đông Kinh, Đông Tân, Đông Động, Đông Các, Đông Hợp, Đông Hà, Đông Giang, Đông Vinh, Đông Xuân, Đông Quang, Đông Phương, Đông Cường, Đông Xá, Đông Sơn, Đông La, An Châu, Đô Lương, Liên Giang, Lô Giang, Phú Lương, Mê Linh, Bạch Đằng, Hồng Châu, Hồng Việt, Hồng Giang, Hoa Lư, Hoa Nam, Thăng Long, Minh Tân, Chương Dương, Hợp Tiến, Đồng Phú, Trọng Quan, Minh Châu, Phong Châu, Phú Châu, Nguyên Xá và thị trấn Đông Hưng.
  3. Huyện Kiến Xương còn lại 19.920,73 ha diện tích tự nhiên và 223.179 nhân khẩu, có 37 đơn vị hành chính trực thuộc, bao gồm các xã: An Bồi, Quang Trung, Quang Minh, Bình Minh, Thượng Hiền, Hòa Bình, Quang Bình, Quang Lịch, Vũ Trung, Vũ Quý, Vũ Công, Vũ Bình, Vũ Thắng, Vũ Hòa, Vũ Ninh, Vũ An, Vũ Lê, Vũ Tây, Vũ Sơn, An Bình, Trà Giang, Hồng Thái, Lê Lợi, Nam Cao, Đình Phùng, Thanh Tân, Bình Nguyên, Quốc Tuấn, Quyết Tiến, Quang Hưng, Minh Hưng, Minh Tân, Nam Bình, Bình Thành, Bình Định, Hồng Tiến và thị trấn Thanh Nê.
  4. Huyện Vũ Thư còn lại 19.516,18 ha diện tích tự nhiên và 224.832 nhân khẩu, có 30 đơn vị hành chính trực thuộc, bao gồm các xã: Đồng Thanh, Hồng Lý, Xuân Hòa, Việt Hùng, Hiệp Hòa, Song Lãng, Dũng Nghĩa, Tam Quang, Tân Lập, Bách Thuận, Tự Tân, Hòa Bình, Minh Khai, Minh Quang, Minh Lãng, Phúc Thành, Tân Hòa, Tân Phong, Song An, Nguyên Xá, Trung An, Vũ Hội, Vũ Vân, Vũ Vinh, Việt Thuận, Vũ Tiến, Vũ Đoài, Duy Nhất, Hồng Phong và thị trấn Vũ Thư.

#### Năm 2020: Nghị quyết số 892/NQ-UBTVQH14
- Nghị quyết số 892/NQ-UBTVQH14[21] ngày 11 tháng 2 năm 2020 của Ủy ban Thường vụ Quốc hội về việc sắp xếp các đơn vị hành chính cấp xã thuộc tỉnh Thái Bình:

- Huyện Tiền Hải

1. Nhập toàn bộ xã Đông Hải vào xã Đông Trà.
2. Nhập toàn bộ xã Tây An và xã Tây Sơn vào thị trấn Tiền Hải.
3. Sau khi sắp xếp, huyện Tiền Hải có 32 đơn vị hành chính cấp xã, gồm 31 xã và 01 thị trấn.

- Huyện Đông Hưng

1. Thành lập xã Đông Quan trên cơ sở nhập toàn bộ xã Đông Phong, xã Đông Huy và xã Đông Lĩnh.
2. Thành lập xã Hồng Bạch trên cơ sở nhập toàn bộ xã Bạch Đằng và xã Hồng Châu.
3. Thành lập xã Liên Hoa trên cơ sở nhập toàn bộ xã Hoa Nam và xã Hoa Lư.
4. Thành lập xã Minh Phú trên cơ sở nhập toàn bộ xã Minh Châu và xã Đồng Phú.
5. Thành lập xã Hà Giang trên cơ sở nhập toàn bộ xã Đông Giang và xã Đông Hà.
6. Sau khi sắp xếp, huyện Đông Hưng có 38 đơn vị hành chính cấp xã, gồm 37 xã và 01 thị trấn.

- Huyện Thái Thụy

1. Thành lập xã Hồng Dũng trên cơ sở nhập toàn bộ xã Thụy Hồng, xã Thụy Dũng và xã Hồng Quỳnh.
2. Thành lập xã Dương Hồng Thủy trên cơ sở nhập toàn bộ xã Thái Dương, xã Thái Hồng và xã Thái Thủy.
3. Thành lập xã Dương Phúc trên cơ sở nhập toàn bộ xã Thụy Phúc và xã Thụy Dương.
4. Thành lập xã An Tân trên cơ sở nhập toàn bộ xã Thụy Tân và xã Thụy An.
5. Thành lập xã Sơn Hà trên cơ sở nhập toàn bộ xã Thái Hà và xã Thái Sơn.
6. Thành lập xã Thuần Thành trên cơ sở nhập toàn bộ xã Thái Thành và xã Thái Thuần.
7. Thành lập xã Tân Học trên cơ sở nhập toàn bộ xã Thái Học và xã Thái Tân.
8. Thành lập xã Hòa An trên cơ sở nhập toàn bộ xã Thái An và xã Thái Hòa.
9. Nhập toàn bộ xã Thụy Lương và xã Thụy Hà vào thị trấn Diêm Điền.
10. Sau khi sắp xếp, huyện Thái Thụy có 36 đơn vị hành chính cấp xã, gồm 35 xã và 01 thị trấn.

- Huyện Kiến Xương

1. Thành lập thị trấn Kiến Xương trên cơ sở nhập toàn bộ xã An Bồi và thị trấn Thanh Nê.
2. Thành lập xã Minh Quang trên cơ sở nhập toàn bộ xã Minh Hưng và xã Quang Hưng.
3. Nhập toàn bộ xã Quyết Tiến vào xã Lê Lợi.
4. Thành lập xã Tây Sơn trên cơ sở nhập toàn bộ xã Vũ Sơn và xã Vũ Tây.
5. Sau khi sắp xếp, huyện Kiến Xương có 33 đơn vị hành chính cấp xã, gồm 32 xã và 01 thị trấn.

- Huyện Quỳnh Phụ

1. Thành lập xã Châu Sơn trên cơ sở nhập toàn bộ xã Quỳnh Châu và xã Quỳnh Sơn.
2. Sau khi sắp xếp, huyện Quỳnh Phụ có 37 đơn vị hành chính cấp xã, gồm 35 xã và 02 thị trấn.
3. Tỉnh Thái Bình có 08 đơn vị hành chính cấp huyện, gồm 07 huyện và 01 thành phố; 260 đơn vị hành chính cấp xã, gồm 241 xã, 10 phường và 09 thị trấn.

#### Năm 2024: Nghị quyết số 1201/NQ-UBTVQH15
- Nghị quyết số 1201/NQ-UBTVQH15[22] ngày 28 tháng 9 năm 2024 của Ủy ban Thường vụ Quốc hội về việc sắp xếp đơn vị hành chính cấp xã của tỉnh Thái Bình giai đoạn 2023 – 2025:

- Huyện Đông Hưng

1. Thành lập xã Liên An Đô trên cơ sở nhập toàn bộ xã Đô Lương, xã An Châu và xã Liên Giang.
2. Thành lập xã Phong Dương Tiến trên cơ sở nhập toàn bộ xã Chương Dương, xã Hợp Tiến và xã Phong Châu.
3. Thành lập xã Xuân Quang Động trên cơ sở nhập toàn bộ xã Đông Quang, xã Đông Xuân và xã Đông Động.
4. Sau khi sắp xếp, huyện Đông Hưng có 32 đơn vị hành chính cấp xã, gồm 31 xã và 01 thị trấn.

- Huyện Quỳnh Phụ

1. Thành lập xã Trang Bảo Xá trên cơ sở nhập toàn bộ xã Quỳnh Bảo, xã Quỳnh Trang và xã Quỳnh Xá.
2. Sau khi sắp xếp, huyện Quỳnh Phụ có 35 đơn vị hành chính cấp xã, gồm 33 xã và 02 thị trấn.

- Huyện Kiến Xương

1. Thành lập xã Thống Nhất trên cơ sở nhập toàn bộ xã Đình Phùng, xã Nam Cao và xã Thượng Hiền.
2. Thành lập xã Hồng Vũ trên cơ sở nhập toàn bộ xã Vũ Bình, xã Vũ Hòa và xã Vũ Thắng.
3. Sau khi sắp xếp, huyện Kiến Xương có 29 đơn vị hành chính cấp xã, gồm 28 xã và 01 thị trấn.

- Huyện Tiền Hải

1. Thành lập xã Đông Quang trên cơ sở nhập toàn bộ xã Đông Trung, xã Đông Quý và xã Đông Phong.
2. Thành lập xã Ái Quốc trên cơ sở nhập toàn bộ xã Tây Phong và xã Tây Tiến.
3. Thành lập xã Nam Tiến trên cơ sở nhập toàn bộ xã Nam Thanh và xã Nam Thắng.
4. Sau khi sắp xếp, huyện Tiền Hải có 28 đơn vị hành chính cấp xã, gồm 27 xã và 01 thị trấn.

- Huyện Hưng Hà

1. Thành lập xã Quang Trung trên cơ sở nhập toàn bộ xã Dân Chủ, xã Điệp Nông và xã Hùng Dũng.
2. Sau khi sắp xếp, huyện Hưng Hà có 33 đơn vị hành chính cấp xã, gồm 31 xã và 02 thị trấn.
3. Sau khi sắp xếp các đơn vị hành chính cấp xã, tỉnh Thái Bình có 08 đơn vị hành chính cấp huyện, gồm 07 huyện và 01 thành phố; 242 đơn vị hành chính cấp xã, gồm 223 xã, 10 phường và 09 thị trấn.

### Năm 2025: Nghị quyết số 202/2025/QH15
- Nghị quyết số 202/2025/QH15[23] ngày 12 tháng 6 năm 2025 của Quốc hội về việc sắp xếp đơn vị hành chính cấp tỉnh:
- Tỉnh Thái Bình, tỉnh Hưng Yên

1. Sắp xếp toàn bộ diện tích tự nhiên, quy mô dân số của tỉnh Thái Bình và tỉnh Hưng Yên thành tỉnh mới có tên gọi là tỉnh Hưng Yên.

| Đơn vị hành chính của tỉnh Thái Bình (tính đến ngày 12 tháng 6 năm 2025) | Đơn vị hành chính của tỉnh Thái Bình (tính đến ngày 12 tháng 6 năm 2025) | Đơn vị hành chính của tỉnh Thái Bình (tính đến ngày 12 tháng 6 năm 2025) |
| Số thứ tự                                                                | Đơn vị hành chính cấp huyện                                              | Đơn vị hành chính cấp xã |
| ------------------------------------------------------------------------ | ------------------------------------------------------------------------ | --- |
| 1                                                                        | Thành phố Thái Bình                                                      | 10 phường: Bồ Xuyên, Đề Thám, Hoàng Diệu, Kỳ Bá, Lê Hồng Phong, Phú Khánh, Quang Trung, Tiền Phong, Trần Hưng Đạo, Trần Lãm và 9 xã: Đông Hoà, Đông Mỹ, Đông Thọ, Phú Xuân, Tân Bình, Vũ Chính, Vũ Đông, Vũ Lạc, Vũ Phúc |
| 2                                                                        | Huyện Đông Hưng                                                          | Thị trấn Đông Hưng và 31 xã: Đông Á, Đông Các, Đông Cường, Đông Dương, Đông Hoàng, Đông Hợp, Đông Kinh, Đông La, Đông Phương, Đông Quan, Đông Sơn, Đông Tân, Đông Vinh, Đông Xá, Hà Giang, Hồng Bạch, Hồng Giang, Hồng Việt, Liên An Đô, Liên Hoa, Lô Giang, Mê Linh, Minh Phú, Minh Tân, Nguyên Xá, Phong Dương Tiến, Phú Châu, Phú Lương, Thăng Long, Trọng Quan, Xuân Quang Động                                             |
| 3                                                                        | Huyện Hưng Hà                                                            | 2 thị trấn: Hưng Hà, Hưng Nhân và 31 xã: Bắc Sơn, Canh Tân, Chí Hòa, Chi Lăng, Cộng Hòa, Duyên Hải, Đoan Hùng, Đông Đô, Độc Lập, Hòa Bình, Hòa Tiến, Hồng An, Hồng Lĩnh, Hồng Minh, Kim Trung, Liên Hiệp, Minh Hòa, Minh Khai, Minh Tân, Phúc Khánh, Quang Trung, Tân Hòa, Tân Lễ, Tân Tiến, Tây Đô, Thái Hưng, Thái Phương, Thống Nhất, Tiến Đức, Văn Cẩm, Văn Lang                                                            |
| 4                                                                        | Huyện Kiến Xương                                                         | Thị trấn Kiến Xương và 28 xã: An Bình, Bình Định, Bình Minh, Bình Nguyên, Bình Thanh, Hòa Bình, Hồng Thái, Hồng Tiến, Hồng Vũ, Lê Lợi, Minh Quang, Minh Tân, Nam Bình, Quang Bình, Quang Lịch, Quang Minh, Quang Trung, Quốc Tuấn, Tây Sơn, Thanh Tân, Thống Nhất, Trà Giang, Vũ An, Vũ Công, Vũ Lễ, Vũ Ninh, Vũ Quý, Vũ Trung                                                                                                  |
| 5                                                                        | Huyện Quỳnh Phụ                                                          | 2 thị trấn: An Bài, Quỳnh Côi và 33 xã: An Ấp, An Cầu, An Dục, An Đồng, An Hiệp, An Khê, An Lễ, An Mỹ, An Ninh, An Quý, An Thái, An Thanh, An Tràng, An Vinh, An Vũ, Châu Sơn, Đông Hải, Đồng Tiến, Quỳnh Giao, Quỳnh Hải, Quỳnh Hoa, Quỳnh Hoàng, Quỳnh Hội, Quỳnh Hồng, Quỳnh Hưng, Quỳnh Khê, Quỳnh Lâm, Quỳnh Minh, Quỳnh Mỹ, Quỳnh Ngọc, Quỳnh Nguyên, Quỳnh Thọ, Trang Bảo Xá                                             |
| 6                                                                        | Huyện Thái Thụy                                                          | Thị trấn Diêm Điền và 35 xã: An Tân, Dương Hồng Thủy, Dương Phúc, Hòa An, Hồng Dũng, Mỹ Lộc, Sơn Hà, Tân Học, Thái Đô, Thái Giang, Thái Hưng, Thái Nguyên, Thái Phúc, Thái Thịnh, Thái Thọ, Thái Thượng, Thái Xuyên, Thuần Thành, Thụy Bình, Thụy Chính, Thụy Dân, Thụy Duyên, Thụy Hải, Thụy Hưng, Thụy Liên, Thụy Ninh, Thụy Phong, Thụy Quỳnh, Thụy Sơn, Thụy Thanh, Thụy Trình, Thụy Trường, Thụy Văn, Thụy Việt, Thụy Xuân |
| 7                                                                        | Huyện Tiền Hải                                                           | Thị trấn Tiền Hải và 27 xã: An Ninh, Ái Quốc, Bắc Hải, Đông Cơ, Đông Hoàng, Đông Lâm, Đông Long, Đông Minh, Đông Quang, Đông Trà, Đông Xuyên, Nam Chính, Nam Cường, Nam Hà, Nam Hải, Nam Hồng, Nam Hưng, Nam Phú, Nam Thịnh, Nam Trung, Nam Tiến, Phương Công, Tây Giang, Tây Lương, Tây Ninh, Vân Trường, Vũ Lăng |
| 8                                                                        | Huyện Vũ Thư                                                             | Thị trấn Vũ Thư và 29 xã: Bách Thuận, Dũng Nghĩa, Duy Nhất, Đồng Thanh, Hiệp Hòa, Hòa Bình, Hồng Lý, Hồng Phong, Minh Khai, Minh Lãng, Minh Quang, Nguyên Xá, Phúc Thành, Song An, Song Lãng, Tam Quang, Tân Hòa, Tân Lập, Tân Phong, Trung An, Tự Tân, Việt Hùng, Việt Thuận, Vũ Đoài, Vũ Hội, Vũ Tiến, Vũ Vân, Vũ Vinh, Xuân Hòa                                                                                              |
| Tổng cộng                                                                | 08 đơn vị hành chính cấp huyện, gồm 07 huyện và 01 thành phố             | 242 đơn vị hành chính cấp xã, gồm 223 xã, 10 phường và 09 thị trấn |

### TỉnhHải Hưng- TỉnhHưng Yên

#### ThờiViệt Nam Dân chủ Cộng hòa(1975 - 1976)
- Tính đến ngày 2 tháng 7 năm 1976, tổ chức trên địa bàn gồm 10 đơn vị hành chính cấp huyện, bao gồm thị xã Hưng Yên và 9 huyện: Ân Thi, Khoái Châu, Kim Động, Mỹ Hào, Phù Cừ, Tiên Lữ, Văn Giang, Văn Lâm, Yên Mỹ của tỉnh Hải Hưng.

#### Năm 1977: Quyết định số 58-CP
- Quyết định số 58-CP[24] ngày 11 tháng 3 năm 1977 của Hội đồng Chính phủ về việc hợp nhất một số huyện thuộc tỉnh Hải Hưng:
- Huyện Phù Cừ, huyện Tiên Lữ, huyện Phù Tiên

1. Hợp nhất huyện Phù Cừ và huyện Tiên Lữ thành một huyện lấy tên là huyện Phù Tiên.

- Huyện Văn Giang, huyện Yên Mỹ, huyện Văn Yên

1. Hợp nhất huyện Văn Giang và huyện Yên Mỹ thành một huyện lấy tên là huyện Văn Yên.

- Huyện Văn Lâm, huyện Mỹ Hào, huyện Văn Mỹ

1. Hợp nhất huyện Văn Lâm và huyện Mỹ Hào thành một huyện lấy tên là huyện Văn Mỹ.

#### Năm 1979: Quyết định số 70-CP
- Quyết định số 70-CP[25] ngày 24 tháng 2 năm 1979 của Hội đồng Chính phủ về việc hợp nhất và điều chỉnh địa giới một số huyện thuộc tỉnh Hải Hưng:
- Huyện Kim Động, huyện Ân Thi, huyện Kim Thi

1. Hợp nhất huyện Kim Động và huyện Ân Thi thành một huyện lấy tên là huyện Kim Thi.

- Huyện Văn Mỹ, huyện Văn Yên, huyện Mỹ Văn

1. Hợp nhất huyện Văn Mỹ và huyện Văn Yên (trừ 14 xã cắt sang huyện Khoái Châu) thành một huyện lấy tên là huyện Mỹ Văn.

- Huyện Văn Yên, huyện Khoái Châu, huyện Châu Giang

1. Sáp nhập các xã Hoàn Long, Yên Phú, Yên Hòa, Tân Tiến, Long Hưng, Cửu Cao, Xuân Quan, Phụng Công, Văn Phúc, Liên Nghĩa, Thắng Lợi, Mễ Sở, Việt Cường, Minh Châu của huyện Văn Yên vào huyện Khoái Châu thành một huyện lấy tên là huyện Châu Giang.

#### Năm 1981: Quyết định số 3-CP
- Quyết định số 3-CP[6] ngày 3 tháng 1 năm 1981 của Hội đồng Chính phủ về việc thống nhất tên gọi các đơn vị hành chính ở nội thành nội thị:

1. Từ nay ở nội thành, đơn vị hành chính cấp dưới trực tiếp của thành phố trực thuộc trung ương đều thống nhất gọi là quận; các đơn vị hành chính cơ sở ở nội thành, nội thị của các thành phố thuộc tỉnh, thị xã và quận gọi là phường.

#### Năm 1982: Quyết định số 2-HĐBT
- Quyết định số 2-HĐBT[26] ngày 4 tháng 1 năm 1982 của Hội đồng Bộ trưởng về việc mở rộng thị xã Hưng Yên thuộc tỉnh Hải Hưng:
- Huyện Kim Thi, huyện Phù Tiên, thị xã Hưng Yên

1. Mở rộng thị xã Hưng Yên thuộc tỉnh Hải Hưng gồm các xã và thôn sau đây:
  1. Xã Lam Sơn và xã Hiến Nam của huyện Kim Thi.
  2. Thôn Phương Độ của xã Hồng Nam, các thôn Nam Tiến, Mậu Dương (trừ xóm Châu Dương) của xã Quảng Châu thuộc huyện Phù Tiên.
2. Thị xã Hưng Yên sau khi được mở rộng bao gồm các phường Lê Lợi, Minh Khai và các xã Lam Sơn, Hiến Nam và Hồng Châu.

#### Năm 1989: Ngày 26 tháng 8 năm 1989[27]
- Huyện Mỹ Văn

1. Thành lập thị trấn Bần Yên Nhân trên cơ sở giải thể xã Văn Phú của huyện Mỹ Văn thuộc tỉnh Hải Hưng.

#### Năm 1992: Quyết định số 117/TCCP
- Quyết định số 117/TCCP[28] ngày 9 tháng 3 năm 1992 của Ban Tổ chức – Cán bộ Chính phủ về việc đổi tên xã Tạ Xá thuộc huyện Kim Thi tỉnh Hải Hưng thành xã Chính Nghĩa:
- Huyện Kim Thi

1. Đổi tên xã Tạ Xá thuộc huyện Kim Thi tỉnh Hải Hưng thành xã Chính Nghĩa.

#### Năm 1994: Nghị định số 56-CP
- Nghị định số 56-CP[29] ngày 28 năm 6 tháng 1994 của Chính phủ về việc thành lập thị trấn thuộc huyện Tứ Lộc và huyện Mỹ Văn, tỉnh Hải Hưng:
- Huyện Mỹ Văn

1. Thành lập thị trấn Yên Mỹ thuộc huyện Mỹ Văn trên cơ sở xã Trai Trang.

#### Năm 1995: Nghị định số 57-CP
- Nghị định số 57-CP[30] ngày 7 tháng 10 năm 1995 của Chính phủ về việc thành lập thị trấn thuộc huyện Kim Môn và huyện Phù Tiên thuộc tỉnh Hải Hưng:
- Huyện Phù Tiên

1. Thành lập thị trấn Vương, thị trấn huyện lỵ của huyện Phù Tiên trên cơ sở diện tích tự nhiên 137,96 hécta với 2.434 nhân khẩu của xã Ngô Quyền; diện tích tự nhiên 54 hécta với 3.880 nhân khẩu của xã Dị Chế cùng huyện.

#### Năm 1996: Nghị định số 5-CP
- Nghị định số 5-CP[31] ngày 27 tháng 1 năm 1996 của Chính phủ về việc chia các huyện Tứ Lộc, Ninh Thanh, Kim Thi thuộc tỉnh Hải Hưng:
- Huyện Kim Thi

1. Chia huyện Kim Thi thành hai huyện Kim Động và Ân Thi.
  1. Huyện Kim Động có diện tích tự nhiên 11.633,61 hécta và 124.507 nhân khẩu, gồm 20 xã.
  2. Huyện Ân Thi có diện tích tự nhiên 12.498,23 hécta và 124.714 nhân khẩu, gồm 21 xã.

#### Năm 1996: Nghị định số 17-CP
- Nghị định số 17-CP[32] ngày 23 tháng 3 năm 1996 của Chính phủ về việc thành lập thị trấn huyện lỵ thuộc các huyện Ân Thi, Thanh Miện, tỉnh Hải Hưng:
- Huyện Ân Thi

1. Thành lập thị trấn Ân Thi, thị trấn huyện lỵ của huyện Ân Thi trên cơ sở xã Thổ Hoàng và 4,43 hécta diện tích tự nhiên với 250 nhân khẩu của xã Đăng Lễ; 4,76 hécta diện tích tự nhiên với 520 nhân khẩu của xã Hoàng Hoa Thám: 4,45 hécta diện tích tự nhiên với 230 nhân khẩu của xã Quảng Lăng.

#### Năm 1996: Quốc hội khóa IX, Kỳ họp thứ 10
- Nghị quyết ngày 6 tháng 11 năm 1996 của Quốc hội khóa IX, Kỳ họp thứ 10[33] về việc chia và điều chỉnh địa giới hành chính một số tỉnh:
- Tỉnh Hải Hưng, tỉnh Hải Dương

1. Chia tỉnh Hải Hưng thành hai tỉnh là tỉnh Hải Dương và tỉnh Hưng Yên
2. Tỉnh Hưng Yên có sáu đơn vị hành chính gồm: Thị xã Hưng Yên và năm huyện: Mỹ Văn, Châu Giang, Phù Tiên, Kim Động, Ân Thi; có diện tích 894,79 km2 với số dân 1.075.517 người. Tỉnh lỵ: Thị xã Hưng Yên.

#### Năm 1997: Nghị định số 17-CP
- Nghị định số 17-CP[34] ngày 24 tháng 2 năm 1997 của Chính phủ về việc chia huyện Phù Tiên, thành lập một số phường, thị trấn thuộc thị xã Hưng Yên và huyện Mỹ Văn, tỉnh Hưng Yên:
- Huyện Phù Tiên, huyện Phù Cừ, huyện Tiên Lữ

1. Chia huyện Phù Tiên thành huyện Phù Cừ và huyện Tiên Lữ.
  1. Huyện Phù Cừ có 9.127 ha diện tích tự nhiên và 86.197 nhân khẩu, gồm 14 đơn vị hành chính trực thuộc là các xã: Nguyên Hoà, Tổng Trấn, Tam Đa, Minh Tiến, Tiên Tiến, Nhật Quang, Đình Cao, Tống Phan, Quang Hưng, Trần Cao, Minh Tân, Phan Sào Nam, Minh Hoàng và Đoàn Đào.
  2. Huyện Tiên Lữ có 11.304 ha diện tích tự nhiên và 132.555 nhân khẩu gồm 22 đơn vị hành chính trực thuộc là các xã: Lệ Xá, Minh Phương, Cương Chính, Trung Dũng, Thuỵ Lôi, Đức Thắng, Hải Triều, An Viên, Dị Chế, Ngô Quyền, Hưng Đạo, Nhật Tân, Trung Nghĩa, Liên Phương, Thủ Sĩ, Thiện Phiến, Phương Chiểu, Tân Hưng, Hồng Nam, Hoàng Hanh, Quảng Châu và thị trấn Vương.

- Thị xã Hưng Yên

1. Thành lập phường Quang Trung trên cơ sở 48,28 ha diện tích tự nhiên và 7.959 nhân khẩu của phường Lê Lợi.
2. Thành lập phường Hiến Nam trên cơ sở toàn bộ diện tích và dân số của xã Hiến Nam.
3. Thành lập phường Hồng Châu trên cơ sở toàn bộ diện tích và dân số của xã Hồng Châu.
4. Thành lập phường Lam Sơn trên cơ sở toàn bộ diện tích và dân số của xã Lam Sơn.

- Huyện Mỹ Văn

1. Thành lập thị trấn Như Quỳnh thuộc huyện Mỹ Văn trên cơ sở toàn bộ diện tích và dân số của xã Như Quỳnh.

#### Năm 1997: Nghị định số 102-CP
- Nghị định số 102-CP[35] ngày 24 tháng 9 năm 1997 của Chính phủ về việc thành lập thị trấn Khoái Châu thuộc huyện Châu Giang, tỉnh Hưng Yên:

- Huyện Châu Giang

1. Nay thành lập thị trấn Khoái Châu, thị trấn huyện lỵ huyện Châu Giang, tỉnh Hưng Yên trên cơ sở toàn bộ diện tích và dân số của xã Kim Ngưu và 10,13 ha diện tích tự nhiên của xã An Vĩ.

#### Năm 1999: Nghị định số 35/1999/NĐ-CP
- Nghị định số 35/1999/NĐ-CP[36] ngày 14 tháng 5 năm 1999 của Chính phủ về việc thành lập thị trấn Văn Giang thuộc huyện Châu Giang, tỉnh Hưng Yên:
- Huyện Châu Giang

1. Thành lập thị trấn Văn Giang thuộc huyện Châu Giang, tỉnh Hưng Yên trên cơ sở toàn bộ diện tích và dân số của xã Văn Phúc.

#### Năm 1999: Nghị định số 60/1999/NĐ-CP
- Nghị định số 60/1999/NĐ-CP[37] ngày 24 tháng 7 năm 1999 của Chính phủ về việc điều chỉnh địa giới hành chính và chia các huyện Mỹ Văn và Châu Giang, tỉnh Hưng Yên:
- Huyện Mỹ Văn, huyện Châu Giang, huyện Mỹ Hào, huyện Văn Lâm, huyện Yên Mỹ, huyện Văn Giang

1. Chia huyện Mỹ Văn thành 3 huyện: Mỹ Hào, Văn Lâm và Yên Mỹ; điều chỉnh 5 xã: Minh Châu, Việt Cường, Yên Phú, Yên Hòa và Hoàn Long (huyện Châu Giang) về huyện Yên Mỹ. Điều chỉnh 2 xã Nghĩa Trụ và Vĩnh Khúc về huyện Văn Giang.
  1. Huyện Mỹ Hào có 7.152,9 ha diện tích tự nhiên và 80.987 nhân khẩu, gồm 13 đơn vị hành chính trực thuộc là các xã: Nhân Hoà, Phan Đình Phùng, Cẩm Xá, Dương Quang, Hòa Phong, Minh Đức, Ngọc Lâm, Bạch Sam, Hưng Long, Dị Sử, Phùng Chí Kiên, Xuân Dục và thị trấn Bần Yên Nhân.
  2. Huyện Văn Lâm có 6.818,4 ha diện tích tự nhiên và 92.301 nhân khẩu, gồm 11 đơn vị hành chính trực thuộc là các xã: Tân Quang, Lạc Đạo, Đại Đồng, Chỉ Đạo, Việt Hưng, Lương Tài, Minh Hải, Lạc Hồng, Trưng Trắc, Đình Dù và thị trấn Như Quỳnh.
  3. Huyện Yên Mỹ có 9.004,7 ha diện tích tự nhiên và 121.927 nhân khẩu, gồm 17 đơn vị hành chính trực thuộc là các xã: Giai Phạm, Đồng Than, Ngọc Long, Thanh Long, Nghĩa Hiệp, Liêu Xá, Tân Lập, Trung Hưng, Lý Thường Kiệt, Tân Việt, Trung Hòa, thị trấn Yên Mỹ và 5 xã (thuộc huyện Châu Giang cũ chuyển về) Minh Châu, Việt Cường, Yên Phú, Yên Hòa và Hoàn Long.

- Huyện Châu Giang, huyện Mỹ Văn, huyện Khoái Châu, huyện Văn Giang

1. Chia huyện Châu Giang thành 2 huyện Khoái Châu và Văn Giang.
  1. Huyện Khoái Châu có 13.073,1 ha diện tích tự nhiên và 184.079 nhân khẩu, gồm 25 đơn vị hành chính trực thuộc là các xã: Đông Tảo, Dạ Trạch, Hàm Tử, Ông Đình, Bình Minh, An Vĩ, Bình Kiều, Tân Dân, Đông Kết, Tứ Dân, Tân Châu, Đông Ninh, Đại Tập, Liên Khê, Chí Tân, Nhuế Dương, Đại Hưng, Thuần Hưng, Thành Công, Phùng Hưng, Việt Hòa, Hồng Tiến, Đồng Tiến, Dân Tiến và thị trấn Khoái Châu.
  2. Huyện Văn Giang có 7.316,8 ha diện tích tự nhiên và 91.780 nhân khẩu, gồm 11 đơn vị hành chính trực thuộc là các xã: Xuân Quang, Phụng Công, Thắng Lợi, Liên Nghĩa, Mễ Sở, Cửu Cao, Long Hưng, Tân Tiến, thị trấn Văn Giang và 2 xã (thuộc huyện Mỹ Văn cũ chuyển về) Nghĩa Trụ và Vĩnh Khúc.

#### Năm 2000: Nghị định số 50/2000/NĐ-CP
- Nghị định số 50/2000/NĐ-CP[38] ngày 22 tháng 9 năm 2000 của Chính phủ về việc thành lập thị trấn huyện lỵ huyện Phù Cừ, tỉnh Hưng Yên:
- Huyện Phù Cừ

1. Nay thành lập thị trấn Trần Cao (thị trấn huyện lỵ huyện Phù Cừ), tỉnh Hưng Yên trên cơ sở toàn bộ diện tích và dân số xã Trần Cao.

#### Năm 2002: Nghị định số 28/2002/NĐ-CP
- Nghị định số 28/2002/NĐ-CP[39] ngày 22 tháng 3 năm 2002 của Chính phủ về việc thành lập thị trấn Lương Bình, huyện Kim Động, tỉnh Hưng Yên:
- Huyện Kim Động

1. Nay thành lập thị trấn Lương Bằng, thị trấn huyện lỵ huyện Kim Động trên cơ sở toàn bộ diện tích tự nhiên và dân số của xã Lương Bằng.

#### Năm 2003: Nghị định số 108/2003/NĐ-CP
- Nghị định số 108/2003/NĐ-CP[40] ngày 23 tháng 9 năm 2003 của Chính phủ về việc điều chỉnh địa giới hành chính mở rộng thị xã, thành lập phường và điều chỉnh địa giới hành chính các phường, thuộc thị xã Hưng Yên, tỉnh Hưng Yên:
- Huyện Tiên Lữ, huyện Kim Động, thị xã Hưng Yên

1. Chuyển toàn bộ xã Trung Nghĩa, xã Liên Phương, xã Hồng Nam, xã Quảng Châu thuộc huyện Tiên Lữ và toàn bộ xã Bảo Khê thuộc huyện Kim Động về thị xã Hưng Yên quản lý.
2. Thành lập phường An Tảo trên cơ sở 322,56 ha diện tích tự nhiên và 8.444 nhân khẩu của phường Hiến Nam.
3. Sau khi điều chỉnh địa giới hành chính các huyện Tiên Lữ; Kim Động để mở rộng thị xã và thành lập phường thuộc thị xã Hưng Yên:
  1. Thị xã Hưng Yên có 4.680,36 ha diện tích tự nhiên và 76.409 nhân khẩu, có 12 đơn vị hành chính trực thuộc gồm các phường: Hiến Nam, Lam Sơn, Lê Lợi, Quang Trung, Minh Khai, Hồng Châu, An Tảo và các xã Trung Nghĩa, Liên Phương, Hồng Nam, Quảng Châu, Bảo Khê.
  2. Huyện Tiên Lữ còn lại 9.242 ha diện tích tự nhiên và 104.072 nhân khẩu; có 18 đơn vị hành chính trực thuộc gồm các xã: Hưng Đạo, Ngô Quyền, Nhật Tân, Dị Chế, Lệ Xá, An Viên, Đức Thắng, Trung Dũng, Hải Triều, Thủ Sĩ, Thiện Phiến, Thụy Lôi, Cương Chính, Minh Phương, Phương Chiều, Tân Hưng, Hoàng Hanh và thị trấn Vương.
  3. Huyện Kim Động còn lại 11.464,87 ha diện tích tự nhiên và 122.650 nhân khẩu; có 19 đơn vị hành chính trực thuộc gồm các xã: Nghĩa Dân, Toàn Thắng, Vĩnh Xá, Ngũ Lão, Thọ Vinh, Đồng Thanh, Song Mai, Chính Nghĩa, Nhân La, Phú Thịnh, Mai Động, Đức Hợp, Hùng An, Ngọc Thanh, Vũ Xá, Hiệp Cường, Phú Cường, Hùng Cường và thị trấn Lương Bằng.

- Thị xã Hưng Yên

1. Điều chỉnh 48,76 ha diện tích tự nhiên và 1.565 nhân khẩu của phường Hiến Nam về phường Lê Lợi quản lý.
2. Điều chỉnh 1,40 ha diện tích tự nhiên và 240 nhân khẩu của phường Lê Lợi về phường Hiến Nam quản lý.
3. Điều chỉnh 9,48 ha diện tích tự nhiên và 15 nhân khẩu của phường Lam Sơn về phường Hiến Nam quản lý.
4. Điều chỉnh 0,46 ha diện tích tự nhiên và 40 nhân khẩu của phường Lê Lợi về phường Quang Trung quản lý.
5. Điều chỉnh 1,0 ha diện tích tự nhiên và 120 nhân khẩu của phường Hồng Châu về phường Quang Trung quản lý.
6. Điều chỉnh 166,39 ha diện tích tự nhiên và 1.850 nhân khẩu của phường Hồng Châu về phường Minh Khai quản lý.

#### Năm 2009: Nghị định số 4/NĐ-CP
- Nghị định số 4/NĐ-CP[41] ngày 19 tháng 1 năm 2009 của Chính phủ về việc thành lập thành phố Hưng Yên thuộc tỉnh Hưng Yên:
- Thành phố Hưng Yên

1. Thành lập thành phố Hưng Yên trên cơ sở toàn bộ diện tích tự nhiên, dân số và các đơn vị hành chính trực thuộc của thị xã Hưng Yên.
2. Thành phố Hưng Yên có diện tích tự nhiên 4.685,51 ha và 121.486 nhân khẩu, có 12 đơn vị hành chính, gồm các phường: Lê Lợi, Quang Trung, Minh Khai, Lam Sơn, Hiến Nam, An Tảo, Hồng Châu và các xã: Quảng Châu, Hồng Nam, Liên Phương, Trung Nghĩa, Bảo Khê.

#### Năm 2013: Nghị quyết số 95/NQ-CP
- Nghị quyết số 95/NQ-CP[42] ngày 6 tháng 8 năm 2013 của Chính phủ về việc điều chỉnh địa giới hành chính các huyện Kim Động, Tiên Lữ để mở rộng địa giới hành chính thành phố Hưng Yên, tỉnh Hưng Yên:
- Huyện Kim Động, huyện Tiên Lữ, thành phố Hưng Yên

1. Điều chỉnh 1.188,92 ha diện tích tự nhiên và 10.740 nhân khẩu của huyện Kim Động (gồm toàn bộ diện tích tự nhiên và nhân khẩu của các xã Hùng Cường, Phú Cường); 1.455 ha diện tích tự nhiên và 15.049 nhân khẩu của huyện Tiên Lữ (gồm toàn bộ diện tích tự nhiên và nhân khẩu của các xã Hoàng Hanh, Phương Chiểu, Tân Hưng) về thành phố Hưng Yên quản lý.
2. Sau khi điều chỉnh địa giới hành chính các huyện, xã để mở rộng địa giới hành chính thành phố Hưng Yên.
  1. Thành phố Hưng Yên có 7.342,07 ha diện tích tự nhiên và 147.275 nhân khẩu; có 17 đơn vị hành chính cấp xã, gồm 07 phường: An Tảo, Hiến Nam, Lam Sơn, Minh Khai, Lê Lợi, Quang Trung, Hồng Châu và 10 xã: Bảo Khê, Trung Nghĩa, Liên Phương, Hồng Nam, Quảng Châu, Phú Cường, Hùng Cường, Phương Chiểu, Hoàng Hanh, Tân Hưng.
  2. Huyện Kim Động còn lại 10.285,30 ha diện tích tự nhiên và 111.417 nhân khẩu; có 17 đơn vị hành chính cấp xã, gồm thị trấn Lương Bằng và 16 xã: Toàn Thắng, Nghĩa Dân, Phạm Ngũ Lão, Vĩnh Xá, Đồng Thanh, Thọ Vinh, Phú Thịnh, Đức Hợp, Mai Động, Hùng An, Song Mai, Ngọc Thanh, Hiệp Cường, Chính Nghĩa, Nhân La, Vũ Xá.
  3. Huyện Tiên Lữ còn lại 7.841,50 ha và 83.039 nhân khẩu; có 15 đơn vị hành chính cấp xã, gồm thị trấn Vương và 14 xã: Hưng Đạo, Ngô Quyền, Nhật Tân, An Viên, Dị Chế, Hải Triều, Đức Thắng, Thụy Lôi, Lệ Xá, Trung Dũng, Cương Chính, Minh Phượng, Thiện Phiến, Thủ Sỹ.
  4. Tỉnh Hưng Yên có 92.603 ha diện tích tự nhiên, 1.137.294 nhân khẩu và 10 đơn vị hành chính cấp huyện, gồm thành phố Hưng Yên thuộc tỉnh và 09 huyện: Ân Thi, Mỹ Hào, Tiên Lữ, Phù Cừ, Yên Mỹ, Kim Động, Văn Giang, Văn Lâm, Khoái Châu; 161 đơn vị hành chính cấp xã, gồm 145 xã, 07 phường và 09 thị trấn.

#### Năm 2019: Nghị quyết số 656/NQ-UBTVQH14
- Nghị quyết số 656/NQ-UBTVQH14[43] ngày 13 tháng 3 năm 2019 của Ủy ban Thường vụ Quốc hội về việc thành lập thị xã Mỹ Hào thuộc tỉnh Hưng Yên và 07 phường thuộc thị xã Mỹ Hào:
- Thị xã Mỹ Hào

1. Thành lập thị xã Mỹ Hào thuộc tỉnh Hưng Yên trên cơ sở toàn bộ huyện Mỹ Hào.
2. Thành lập các phường thuộc thị xã Mỹ Hào:
  1. Thành lập phường Bạch Sam trên cơ sở toàn bộ xã Bạch Sam.
  2. Thành lập phường Bần Yên Nhân trên cơ sở toàn bộ thị trấn Bần Yên Nhân.
  3. Thành lập phường Dị Sử trên cơ sở toàn bộ xã Dị Sử.
  4. Thành lập phường Minh Đức trên cơ sở toàn bộ xã Minh Đức.
  5. Thành lập phường Nhân Hòa trên cơ sở toàn bộ xã Nhân Hòa.
  6. Thành lập phường Phan Đình Phùng trên cơ sở toàn bộ xã Phan Đình Phùng.
  7. Thành lập phường Phùng Chí Kiên trên cơ sở toàn bộ xã Phùng Chí Kiên.
3. Sau khi thành lập thị xã Mỹ Hào thuộc tỉnh Hưng Yên và 07 phường thuộc thị xã Mỹ Hào:
  1. Thị xã Mỹ Hào có 13 đơn vị hành chính cấp xã, gồm 07 phường: Bạch Sam, Bần Yên Nhân, Dị Sử, Minh Đức, Nhân Hòa, Phan Đình Phùng, Phùng Chí Kiên và 06 xã: Cẩm Xá, Dương Quang, Hòa Phong, Hưng Long, Ngọc Lâm, Xuân Dục.
  2. Tỉnh Hưng Yên có 10 đơn vị hành chính cấp huyện, gồm 08 huyện, 01 thành phố và 01 thị xã; 161 đơn vị hành chính cấp xã, gồm 139 xã, 14 phường và 08 thị trấn.

#### Năm 2024: Nghị quyết số 1248/NQ-UBTVQH15
- Nghị quyết số 1248/NQ-UBTVQH15[44] ngày 24 tháng 10 năm 2024 của Ủy ban Thường vụ Quốc hội về việc sắp xếp đơn vị hành chính cấp xã của tỉnh Hưng Yên giai đoạn 2023 - 2025:

- Thành phố Hưng Yên

1. Nhập toàn bộ phường Quang Trung vào phường Lê Lợi.
2. Điều chỉnh một phần diện tích tự nhiên là 0,05 km2 của xã Phương Chiểu vào xã Liên Phương.
3. Thành lập xã Phương Nam trên cơ sở nhập toàn bộ diện tích tự nhiên là 2,49 km2, quy mô dân số là 6.286 người của xã Phương Chiểu sau khi điều chỉnh và xã Hồng Nam.
4. Sau khi sắp xếp, thành phố Hưng Yên có 15 đơn vị hành chính cấp xã, gồm 06 phường và 09 xã.

- Huyện Tiên Lữ

1. Nhập toàn bộ xã Minh Phượng vào xã Cương Chính.
2. Thành lập xã Hải Thắng trên cơ sở nhập toàn bộ xã Đức Thắng và xã Hải Triều.
3. Nhập toàn bộ xã Ngô Quyền và xã Dị Chế vào thị trấn Vương.
4. Sau khi sắp xếp, huyện Tiên Lữ có 11 đơn vị hành chính cấp xã, gồm 10 xã và 01 thị trấn.

- Huyện Phù Cừ

1. Nhập toàn bộ xã Minh Tiến vào xã Tiên Tiến.
2. Sau khi sắp xếp, huyện Phù Cừ có 13 đơn vị hành chính cấp xã, gồm 12 xã và 01 thị trấn.

- Huyện Kim Động

1. Thành lập xã Phú Thọ trên cơ sở nhập toàn bộ xã Thọ Vinh và xã Phú Thịnh.
2. Thành lập xã Diên Hồng trên cơ sở nhập toàn bộ xã Nhân La và xã Vũ Xá.
3. Sau khi sắp xếp, huyện Kim Động có 15 đơn vị hành chính cấp xã, gồm 14 xã và 01 thị trấn.

- Huyện Ân Thi

1. Nhập toàn bộ xã Văn Nhuệ vào xã Đa Lộc.
2. Nhập toàn bộ xã Tân Phúc vào xã Quang Vinh.
3. Nhập toàn bộ xã Hồng Vân vào xã Hồng Quang.
4. Sau khi sắp xếp, huyện Ân Thi có 18 đơn vị hành chính cấp xã, gồm 17 xã và 01 thị trấn.

- Huyện Khoái Châu

1. Nhập toàn bộ xã Hồng Tiến vào xã Đồng Tiến.
2. Thành lập xã Chí Minh trên cơ sở nhập toàn bộ xã Đại Hưng và xã Chí Tân.
3. Thành lập xã Nguyễn Huệ trên cơ sở nhập toàn bộ xã Nhuế Dương và xã Thành Công.
4. Thành lập xã Phạm Hồng Thái trên cơ sở nhập toàn bộ xã Hàm Tử và xã Dạ Trạch.
5. Nhập toàn bộ xã Bình Kiều vào thị trấn Khoái Châu.
6. Sau khi sắp xếp, huyện Khoái Châu có 20 đơn vị hành chính cấp xã, gồm 19 xã và 01 thị trấn.

- Huyện Yên Mỹ

1. Thành lập xã Nguyễn Văn Linh trên cơ sở nhập toàn bộ xã Nghĩa Hiệp và xã Giai Phạm.
2. Thành lập xã Tân Minh trên cơ sở nhập toàn bộ xã Lý Thường Kiệt và xã Tân Việt.
3. Thành lập xã Việt Yên trên cơ sở nhập toàn bộ xã Yên Hòa, xã Minh Châu và xã Việt Cường.
4. Nhập toàn bộ xã Trung Hưng vào thị trấn Yên Mỹ.
5. Sau khi sắp xếp, huyện Yên Mỹ có 12 đơn vị hành chính cấp xã, gồm 11 xã và 01 thị trấn.
6. Sau khi sắp xếp các đơn vị hành chính cấp xã, tỉnh Hưng Yên có 10 đơn vị hành chính cấp huyện, gồm 08 huyện, 01 thị xã và 01 thành phố; 139 đơn vị hành chính cấp xã, gồm 118 xã, 13 phường và 08 thị trấn.

| Đơn vị hành chính của tỉnh Hưng Yên (tính đến ngày 16 tháng 6 năm 2025) | Đơn vị hành chính của tỉnh Hưng Yên (tính đến ngày 16 tháng 6 năm 2025) | Đơn vị hành chính của tỉnh Hưng Yên (tính đến ngày 16 tháng 6 năm 2025) |
| Số thứ tự                                                               | Đơn vị hành chính cấp huyện                                             | Đơn vị hành chính cấp xã |
| ----------------------------------------------------------------------- | ----------------------------------------------------------------------- | --- |
| 1                                                                       | Thành phố Hưng Yên                                                      | 6 phường: An Tảo, Hiến Nam, Hồng Châu, Lam Sơn, Lê Lợi, Minh Khai và 9 xã: Bảo Khê, Hoàng Hanh, Hùng Cường, Liên Phương, Phú Cường, Phương Nam, Quảng Châu, Tân Hưng, Trung Nghĩa                                                  |
| 2                                                                       | Thị xã Mỹ Hào                                                           | 7 phường: Bạch Sam, Bần Yên Nhân, Dị Sử, Minh Đức, Nhân Hòa, Phan Đình Phùng, Phùng Chí Kiên và 6 xã: Cẩm Xá, Dương Quang, Hòa Phong, Hưng Long, Ngọc Lâm, Xuân Dục                                                                |
| 3                                                                       | Huyện Ân Thi                                                            | Thị trấn Ân Thi và 17 xã: Bãi Sậy, Bắc Sơn, Cẩm Ninh, Đa Lộc, Đào Dương, Đặng Lễ, Hạ Lễ, Hoàng Hoa Thám, Hồ Tùng Mậu, Hồng Quang, Nguyễn Trãi, Phù Ủng, Quang Vinh, Quảng Lãng, Tiền Phong, Vân Du, Xuân Trúc                      |
| 4                                                                       | Huyện Khoái Châu                                                        | Thị trấn Khoái Châu và 19 xã: An Vĩ, Bình Minh, Chí Minh, Dân Tiến, Đại Tập, Đông Kết, Đông Ninh, Đông Tảo, Đồng Tiến, Liên Khê, Nguyễn Huệ, Ông Đình, Phạm Hồng Thái, Phùng Hưng, Tân Châu, Tân Dân, Thuần Hưng, Tứ Dân, Việt Hòa |
| 5                                                                       | Huyện Kim Động                                                          | Thị trấn Lương Bằng và 14 xã: Chính Nghĩa, Diên Hồng, Đồng Thanh, Đức Hợp, Hiệp Cường, Hùng An, Mai Động, Nghĩa Dân, Ngọc Thanh, Phạm Ngũ Lão, Phú Thọ, Song Mai, Toàn Thắng, Vĩnh Xá                                              |
| 6                                                                       | Huyện Phù Cừ                                                            | Thị trấn Trần Cao và 12 xã: Đình Cao, Đoàn Đào, Minh Hoàng, Minh Tân, Nguyên Hòa, Nhật Quang, Phan Sào Nam, Quang Hưng, Tam Đa, Tiên Tiến, Tống Phan, Tống Trân                                                                    |
| 7                                                                       | Huyện Tiên Lữ                                                           | Thị trấn Vương và 10 xã: An Viên, Cương Chính, Hải Thắng, Hưng Đạo, Lệ Xá, Nhật Tân, Thiện Phiến, Thủ Sỹ, Thụy Lôi, Trung Dũng |
| 8                                                                       | Huyện Văn Giang                                                         | Thị trấn Văn Giang và 10 xã: Cửu Cao, Liên Nghĩa, Long Hưng, Mễ Sở, Nghĩa Trụ, Phụng Công, Tân Tiến, Thắng Lợi, Vĩnh Khúc, Xuân Quan                                                                                               |
| 9                                                                       | Huyện Văn Lâm                                                           | Thị trấn Như Quỳnh và 10 xã: Chỉ Đạo, Đại Đồng, Đình Dù, Lạc Đạo, Lạc Hồng, Lương Tài, Minh Hải, Tân Quang, Trưng Trắc, Việt Hưng                                                                                                  |
| 10                                                                      | Huyện Yên Mỹ                                                            | Thị trấn Yên Mỹ và 11 xã: Đồng Than, Hoàn Long, Liêu Xá, Ngọc Long, Nguyễn Văn Linh, Tân Lập, Tân Minh, Thanh Long, Trung Hòa, Việt Yên, Yên Phú                                                                                   |
| Tổng cộng                                                               | 10 đơn vị hành chính cấp huyện, gồm 08 huyện, 01 thị xã và 01 thành phố | 139 đơn vị hành chính cấp xã, gồm 118 xã, 13 phường và 08 thị trấn |

## Giai đoạn 2025 - nay

### Năm 2025: Nghị quyết số 202/2025/QH15
- Nghị quyết số 202/2025/QH15[23] ngày 12 tháng 6 năm 2025 của Quốc hội về việc sắp xếp đơn vị hành chính cấp tỉnh:
- Tỉnh Thái Bình, tỉnh Hưng Yên

1. Sắp xếp toàn bộ diện tích tự nhiên, quy mô dân số của tỉnh Thái Bình và tỉnh Hưng Yên thành tỉnh mới có tên gọi là tỉnh Hưng Yên.
2. Sau khi sắp xếp, tỉnh Hưng Yên có diện tích tự nhiên là 2.514,81 km2 và quy mô dân số là 3.576.943 người.

### Năm 2025: Nghị quyết số 203/2025/QH15
- Nghị quyết số 203/2025/QH15[45] ngày 16 tháng 6 năm 2025 của Quốc hội về việc sửa đổi, bổ sung một số điều của Hiến pháp nước Cộng hòa Xã hội chủ nghĩa Việt Nam:

1. Kết thúc hoạt động của các đơn vị hành chính cấp huyện trong cả nước từ ngày 01 tháng 7 năm 2025.

### Năm 2025: Nghị quyết số 1666/NQ-UBTVQH15
- Nghị quyết số 1666/NQ-UBTVQH15[46] ngày 16 tháng 6 năm 2025 của Ủy ban Thường vụ Quốc hội về việc sắp xếp các đơn vị hành chính cấp xã của tỉnh Hưng Yên năm 2025:
- Tỉnh Hưng Yên

1. Sắp xếp toàn bộ diện tích tự nhiên, quy mô dân số của các xã Thủ Sỹ, Phương Nam và Tân Hưng thành xã mới có tên gọi là xã Tân Hưng.
2. Sắp xếp toàn bộ diện tích tự nhiên, quy mô dân số của thị trấn Vương và các xã Hưng Đạo, Nhật Tân, An Viên thành xã mới có tên gọi là xã Hoàng Hoa Thám.
3. Sắp xếp toàn bộ diện tích tự nhiên, quy mô dân số của các xã Thiện Phiến, Hải Thắng và Thụy Lôi thành xã mới có tên gọi là xã Tiên Lữ.
4. Sắp xếp toàn bộ diện tích tự nhiên, quy mô dân số của các xã Lệ Xá, Trung Dũng và Cương Chính thành xã mới có tên gọi là xã Tiên Hoa.
5. Sắp xếp toàn bộ diện tích tự nhiên, quy mô dân số của thị trấn Trần Cao và các xã Minh Tân (huyện Phù Cừ), Tống Phan, Quang Hưng thành xã mới có tên gọi là xã Quang Hưng.
6. Sắp xếp toàn bộ diện tích tự nhiên, quy mô dân số của các xã Phan Sào Nam, Minh Hoàng và Đoàn Đào thành xã mới có tên gọi là xã Đoàn Đào.
7. Sắp xếp toàn bộ diện tích tự nhiên, quy mô dân số của các xã Đình Cao, Nhật Quang và Tiên Tiến thành xã mới có tên gọi là xã Tiên Tiến.
8. Sắp xếp toàn bộ diện tích tự nhiên, quy mô dân số của các xã Tam Đa, Nguyên Hòa và Tống Trân thành xã mới có tên gọi là xã Tống Trân.
9. Sắp xếp toàn bộ diện tích tự nhiên, quy mô dân số của thị trấn Lương Bằng và các xã Phạm Ngũ Lão, Chính Nghĩa, Diên Hồng thành xã mới có tên gọi là xã Lương Bằng.
10. Sắp xếp toàn bộ diện tích tự nhiên, quy mô dân số của các xã Đồng Thanh (huyện Kim Động), Vĩnh Xá, Toàn Thắng và Nghĩa Dân thành xã mới có tên gọi là xã Nghĩa Dân.
11. Sắp xếp toàn bộ diện tích tự nhiên, quy mô dân số của các xã Song Mai, Hùng An, Hiệp Cường và một phần diện tích tự nhiên, quy mô dân số của xã Ngọc Thanh thành xã mới có tên gọi là xã Hiệp Cường.
12. Sắp xếp toàn bộ diện tích tự nhiên, quy mô dân số của các xã Phú Thọ, Mai Động và Đức Hợp thành xã mới có tên gọi là xã Đức Hợp.
13. Sắp xếp toàn bộ diện tích tự nhiên, quy mô dân số của thị trấn Ân Thi, xã Quang Vinh và xã Hoàng Hoa Thám thành xã mới có tên gọi là xã Ân Thi.
14. Sắp xếp toàn bộ diện tích tự nhiên, quy mô dân số của các xã Vân Du, Quảng Lãng và Xuân Trúc thành xã mới có tên gọi là xã Xuân Trúc.
15. Sắp xếp toàn bộ diện tích tự nhiên, quy mô dân số của các xã Bắc Sơn (huyện Ân Thi), Phù Ủng, Đào Dương và Bãi Sậy thành xã mới có tên gọi là xã Phạm Ngũ Lão.
16. Sắp xếp toàn bộ diện tích tự nhiên, quy mô dân số của các xã Đặng Lễ, Cẩm Ninh, Đa Lộc và Nguyễn Trãi thành xã mới có tên gọi là xã Nguyễn Trãi.
17. Sắp xếp toàn bộ diện tích tự nhiên, quy mô dân số của các xã Hồ Tùng Mậu, Tiền Phong, Hạ Lễ và Hồng Quang thành xã mới có tên gọi là xã Hồng Quang.
18. Sắp xếp toàn bộ diện tích tự nhiên, quy mô dân số của thị trấn Khoái Châu và các xã Liên Khê, Phùng Hưng, Đông Kết thành xã mới có tên gọi là xã Khoái Châu.
19. Sắp xếp toàn bộ diện tích tự nhiên, quy mô dân số của các xã Phạm Hồng Thái, Tân Dân, Ông Đình và An Vĩ thành xã mới có tên gọi là xã Triệu Việt Vương.
20. Sắp xếp toàn bộ diện tích tự nhiên, quy mô dân số của các xã Đồng Tiến (huyện Khoái Châu), Dân Tiến và Việt Hòa thành xã mới có tên gọi là xã Việt Tiến.
21. Sắp xếp toàn bộ diện tích tự nhiên, quy mô dân số của các xã Thuần Hưng, Nguyễn Huệ và Chí Minh thành xã mới có tên gọi là xã Chí Minh.
22. Sắp xếp toàn bộ diện tích tự nhiên, quy mô dân số của các xã Đại Tập, Tứ Dân, Tân Châu và Đông Ninh thành xã mới có tên gọi là xã Châu Ninh.
23. Sắp xếp toàn bộ diện tích tự nhiên, quy mô dân số của thị trấn Yên Mỹ và các xã Tân Lập (huyện Yên Mỹ), Trung Hòa, Tân Minh thành xã mới có tên gọi là xã Yên Mỹ.
24. Sắp xếp toàn bộ diện tích tự nhiên, quy mô dân số của các xã Yên Phú, Thanh Long và Việt Yên thành xã mới có tên gọi là xã Việt Yên.
25. Sắp xếp toàn bộ diện tích tự nhiên, quy mô dân số của các xã Đông Tảo, Đồng Than và Hoàn Long thành xã mới có tên gọi là xã Hoàn Long.
26. Sắp xếp toàn bộ diện tích tự nhiên, quy mô dân số của các xã Ngọc Long, Liêu Xá và Nguyễn Văn Linh thành xã mới có tên gọi là xã Nguyễn Văn Linh.
27. Sắp xếp toàn bộ diện tích tự nhiên, quy mô dân số của thị trấn Như Quỳnh, các xã Tân Quang, Lạc Hồng, Trưng Trắc và một phần diện tích tự nhiên, quy mô dân số của xã Đình Dù thành xã mới có tên gọi là xã Như Quỳnh.
28. Sắp xếp toàn bộ diện tích tự nhiên, quy mô dân số của xã Chỉ Đạo, xã Minh Hải và một phần diện tích tự nhiên, quy mô dân số của xã Lạc Đạo thành xã mới có tên gọi là xã Lạc Đạo.
29. Sắp xếp toàn bộ diện tích tự nhiên, quy mô dân số của các xã Việt Hưng, Lương Tài, Đại Đồng, phần còn lại của xã Đình Dù sau khi sắp xếp và phần còn lại của xã Lạc Đạo sau khi sắp xếp thành xã mới có tên gọi là xã Đại Đồng.
30. Sắp xếp toàn bộ diện tích tự nhiên, quy mô dân số của các xã Long Hưng, Vĩnh Khúc và Nghĩa Trụ thành xã mới có tên gọi là xã Nghĩa Trụ.
31. Sắp xếp toàn bộ diện tích tự nhiên, quy mô dân số của các xã Xuân Quan, Cửu Cao và Phụng Công thành xã mới có tên gọi là xã Phụng Công.
32. Sắp xếp toàn bộ diện tích tự nhiên, quy mô dân số của xã Tân Tiến (huyện Văn Giang), xã Liên Nghĩa và thị trấn Văn Giang thành xã mới có tên gọi là xã Văn Giang.
33. Sắp xếp toàn bộ diện tích tự nhiên, quy mô dân số của các xã Bình Minh (huyện Khoái Châu), Thắng Lợi và Mễ Sở thành xã mới có tên gọi là xã Mễ Sở.
34. Sắp xếp toàn bộ diện tích tự nhiên, quy mô dân số của thị trấn Diêm Điền và các xã Thụy Hải, Thụy Trình, Thụy Bình, Thụy Liên thành xã mới có tên gọi là xã Thái Thụy.
35. Sắp xếp toàn bộ diện tích tự nhiên, quy mô dân số của các xã Thụy Trường, Thụy Xuân, An Tân và Hồng Dũng thành xã mới có tên gọi là xã Đông Thụy Anh.
36. Sắp xếp toàn bộ diện tích tự nhiên, quy mô dân số của các xã Thụy Quỳnh, Thụy Văn và Thụy Việt thành xã mới có tên gọi là xã Bắc Thụy Anh.
37. Sắp xếp toàn bộ diện tích tự nhiên, quy mô dân số của các xã Thụy Sơn, Dương Phúc và Thụy Hưng thành xã mới có tên gọi là xã Thụy Anh.
38. Sắp xếp toàn bộ diện tích tự nhiên, quy mô dân số của các xã Thụy Thanh, Thụy Phong và Thụy Duyên thành xã mới có tên gọi là xã Nam Thụy Anh.
39. Sắp xếp toàn bộ diện tích tự nhiên, quy mô dân số của xã Thái Phúc và xã Dương Hồng Thủy thành xã mới có tên gọi là xã Bắc Thái Ninh.
40. Sắp xếp toàn bộ diện tích tự nhiên, quy mô dân số của các xã Thái Hưng (huyện Thái Thụy), Thái Thượng, Hòa An và Thái Nguyên thành xã mới có tên gọi là xã Thái Ninh.
41. Sắp xếp toàn bộ diện tích tự nhiên, quy mô dân số của các xã Mỹ Lộc, Tân Học, Thái Đô và Thái Xuyên thành xã mới có tên gọi là xã Đông Thái Ninh.
42. Sắp xếp toàn bộ diện tích tự nhiên, quy mô dân số của các xã Thái Thọ, Thái Thịnh và Thuần Thành thành xã mới có tên gọi là xã Nam Thái Ninh.
43. Sắp xếp toàn bộ diện tích tự nhiên, quy mô dân số của xã Sơn Hà và xã Thái Giang thành xã mới có tên gọi là xã Tây Thái Ninh.
44. Sắp xếp toàn bộ diện tích tự nhiên, quy mô dân số của các xã Thụy Chính, Thụy Dân và Thụy Ninh thành xã mới có tên gọi là xã Tây Thụy Anh.
45. Sắp xếp toàn bộ diện tích tự nhiên, quy mô dân số của thị trấn Tiền Hải và các xã An Ninh (huyện Tiền Hải), Tây Ninh, Tây Lương, Vũ Lăng thành xã mới có tên gọi là xã Tiền Hải.
46. Sắp xếp toàn bộ diện tích tự nhiên, quy mô dân số của các xã Phương Công, Vân Trường và Bắc Hải thành xã mới có tên gọi là xã Tây Tiền Hải.
47. Sắp xếp toàn bộ diện tích tự nhiên, quy mô dân số của xã Tây Giang và xã Ái Quốc thành xã mới có tên gọi là xã Ái Quốc.
48. Sắp xếp toàn bộ diện tích tự nhiên, quy mô dân số của các xã Đông Hoàng (huyện Tiền Hải), Đông Cơ, Đông Lâm và Đông Minh thành xã mới có tên gọi là xã Đồng Châu.
49. Sắp xếp toàn bộ diện tích tự nhiên, quy mô dân số của các xã Đông Xuyên, Đông Quang, Đông Long và Đông Trà thành xã mới có tên gọi là xã Đông Tiền Hải.
50. Sắp xếp toàn bộ diện tích tự nhiên, quy mô dân số của các xã Nam Thịnh, Nam Tiến, Nam Chính và Nam Cường thành xã mới có tên gọi là xã Nam Cường.
51. Sắp xếp toàn bộ diện tích tự nhiên, quy mô dân số của các xã Nam Phú, Nam Hưng và Nam Trung thành xã mới có tên gọi là xã Hưng Phú.
52. Sắp xếp toàn bộ diện tích tự nhiên, quy mô dân số của các xã Nam Hồng, Nam Hà và Nam Hải thành xã mới có tên gọi là xã Nam Tiền Hải.
53. Sắp xếp toàn bộ diện tích tự nhiên, quy mô dân số của thị trấn Đông Hưng và các xã Nguyên Xá (huyện Đông Hưng), Đông La, Đông Các, Đông Sơn, Đông Hợp thành xã mới có tên gọi là xã Đông Hưng.
54. Sắp xếp toàn bộ diện tích tự nhiên, quy mô dân số của các xã Liên An Đô, Lô Giang, Mê Linh và Phú Lương thành xã mới có tên gọi là xã Bắc Tiên Hưng.
55. Sắp xếp toàn bộ diện tích tự nhiên, quy mô dân số của xã Phong Dương Tiến và xã Phú Châu thành xã mới có tên gọi là xã Đông Tiên Hưng.
56. Sắp xếp toàn bộ diện tích tự nhiên, quy mô dân số của xã Đông Hoàng (huyện Đông Hưng) và xã Xuân Quang Động thành xã mới có tên gọi là xã Nam Đông Hưng.
57. Sắp xếp toàn bộ diện tích tự nhiên, quy mô dân số của các xã Hà Giang, Đông Kinh và Đông Vinh thành xã mới có tên gọi là xã Bắc Đông Quan.
58. Sắp xếp toàn bộ diện tích tự nhiên, quy mô dân số của các xã Đông Cường, Đông Xá và Đông Phương thành xã mới có tên gọi là xã Bắc Đông Hưng.
59. Sắp xếp toàn bộ diện tích tự nhiên, quy mô dân số của các xã Đông Á, Đông Tân và Đông Quan thành xã mới có tên gọi là xã Đông Quan.
60. Sắp xếp toàn bộ diện tích tự nhiên, quy mô dân số của các xã Liên Hoa, Hồng Giang, Trọng Quan và Minh Phú thành xã mới có tên gọi là xã Nam Tiên Hưng.
61. Sắp xếp toàn bộ diện tích tự nhiên, quy mô dân số của các xã Minh Tân (huyện Đông Hưng), Hồng Bạch, Thăng Long và Hồng Việt thành xã mới có tên gọi là xã Tiên Hưng.
62. Sắp xếp toàn bộ diện tích tự nhiên, quy mô dân số của thị trấn Quỳnh Côi và các xã Quỳnh Hải, Quỳnh Hội, Quỳnh Hồng, Quỳnh Mỹ, Quỳnh Hưng thành xã mới có tên gọi là xã Quỳnh Phụ.
63. Sắp xếp toàn bộ diện tích tự nhiên, quy mô dân số của các xã Quỳnh Hoa, Quỳnh Minh, Quỳnh Giao và Quỳnh Thọ thành xã mới có tên gọi là xã Minh Thọ.
64. Sắp xếp toàn bộ diện tích tự nhiên, quy mô dân số của các xã Châu Sơn, Quỳnh Khê và Quỳnh Nguyên thành xã mới có tên gọi là xã Nguyễn Du.
65. Sắp xếp toàn bộ diện tích tự nhiên, quy mô dân số của các xã Trang Bảo Xá, An Vinh và Đông Hải thành xã mới có tên gọi là xã Quỳnh An.
66. Sắp xếp toàn bộ diện tích tự nhiên, quy mô dân số của các xã Quỳnh Hoàng, Quỳnh Lâm và Quỳnh Ngọc thành xã mới có tên gọi là xã Ngọc Lâm.
67. Sắp xếp toàn bộ diện tích tự nhiên, quy mô dân số của các xã An Cầu, An Ấp, An Lễ và An Quý thành xã mới có tên gọi là xã Đồng Bằng.
68. Sắp xếp toàn bộ diện tích tự nhiên, quy mô dân số của các xã An Đồng, An Hiệp, An Thái và An Khê thành xã mới có tên gọi là xã A Sào.
69. Sắp xếp toàn bộ diện tích tự nhiên, quy mô dân số của thị trấn An Bài và các xã An Ninh (huyện Quỳnh Phụ), An Vũ, An Mỹ, An Thanh thành xã mới có tên gọi là xã Phụ Dực.
70. Sắp xếp toàn bộ diện tích tự nhiên, quy mô dân số của các xã Đồng Tiến (huyện Quỳnh Phụ), An Dục và An Tràng thành xã mới có tên gọi là xã Tân Tiến.
71. Sắp xếp toàn bộ diện tích tự nhiên, quy mô dân số của các xã Hòa Bình, Minh Khai và Thống Nhất (huyện Hưng Hà), các xã Kim Trung, Hồng Lĩnh, Văn Lang, thị trấn Hưng Hà thành xã mới có tên gọi là xã Hưng Hà.
72. Sắp xếp toàn bộ diện tích tự nhiên, quy mô dân số của các xã Tân Tiến (huyện Hưng Hà), Thái Phương, Đoan Hùng và Phúc Khánh thành xã mới có tên gọi là xã Tiên La.
73. Sắp xếp toàn bộ diện tích tự nhiên, quy mô dân số của các xã Minh Tân (huyện Hưng Hà), Độc Lập và Hồng An thành xã mới có tên gọi là xã Lê Quý Đôn.
74. Sắp xếp toàn bộ diện tích tự nhiên, quy mô dân số của các xã Chí Hòa, Minh Hòa và Hồng Minh thành xã mới có tên gọi là xã Hồng Minh.
75. Sắp xếp toàn bộ diện tích tự nhiên, quy mô dân số của các xã Bắc Sơn (huyện Hưng Hà), Đông Đô, Tây Đô và Chi Lăng thành xã mới có tên gọi là xã Thần Khê.
76. Sắp xếp toàn bộ diện tích tự nhiên, quy mô dân số của các xã Quang Trung (huyện Hưng Hà), Văn Cẩm và Duyên Hải thành xã mới có tên gọi là xã Diên Hà.
77. Sắp xếp toàn bộ diện tích tự nhiên, quy mô dân số của các xã Tân Hòa (huyện Hưng Hà), Canh Tân, Cộng Hòa và Hòa Tiến thành xã mới có tên gọi là xã Ngự Thiên.
78. Sắp xếp toàn bộ diện tích tự nhiên, quy mô dân số của thị trấn Hưng Nhân và các xã Thái Hưng (huyện Hưng Hà), Tân Lễ, Tiến Đức, Liên Hiệp thành xã mới có tên gọi là xã Long Hưng.
79. Sắp xếp toàn bộ diện tích tự nhiên, quy mô dân số của xã Bình Minh và xã Quang Trung (huyện Kiến Xương), xã Quang Minh, xã Quang Bình, thị trấn Kiến Xương thành xã mới có tên gọi là xã Kiến Xương.
80. Sắp xếp toàn bộ diện tích tự nhiên, quy mô dân số của xã Thống Nhất (huyện Kiến Xương) và xã Lê Lợi thành xã mới có tên gọi là xã Lê Lợi.
81. Sắp xếp toàn bộ diện tích tự nhiên, quy mô dân số của các xã Hòa Bình (huyện Kiến Xương), Vũ Lễ và Quang Lịch thành xã mới có tên gọi là xã Quang Lịch.
82. Sắp xếp toàn bộ diện tích tự nhiên, quy mô dân số của các xã Vũ An, Vũ Ninh, Vũ Trung và Vũ Quý thành xã mới có tên gọi là xã Vũ Quý.
83. Sắp xếp toàn bộ diện tích tự nhiên, quy mô dân số của các xã Minh Tân và xã Minh Quang (huyện Kiến Xương), xã Bình Thanh thành xã mới có tên gọi là xã Bình Thanh.
84. Sắp xếp toàn bộ diện tích tự nhiên, quy mô dân số của các xã Hồng Tiến, Nam Bình và Bình Định thành xã mới có tên gọi là xã Bình Định.
85. Sắp xếp toàn bộ diện tích tự nhiên, quy mô dân số của xã Vũ Công và xã Hồng Vũ thành xã mới có tên gọi là xã Hồng Vũ.
86. Sắp xếp toàn bộ diện tích tự nhiên, quy mô dân số của các xã Thanh Tân, An Bình và Bình Nguyên thành xã mới có tên gọi là xã Bình Nguyên.
87. Sắp xếp toàn bộ diện tích tự nhiên, quy mô dân số của các xã Hồng Thái, Quốc Tuấn và Trà Giang thành xã mới có tên gọi là xã Trà Giang.
88. Sắp xếp toàn bộ diện tích tự nhiên, quy mô dân số của các xã Hòa Bình, Minh Khai và Minh Quang (huyện Vũ Thư), xã Tam Quang, xã Dũng Nghĩa, thị trấn Vũ Thư thành xã mới có tên gọi là xã Vũ Thư.
89. Sắp xếp toàn bộ diện tích tự nhiên, quy mô dân số của các xã Song Lãng, Hiệp Hòa và Minh Lãng thành xã mới có tên gọi là xã Thư Trì.
90. Sắp xếp toàn bộ diện tích tự nhiên, quy mô dân số của các xã Tân Lập (huyện Vũ Thư), Tự Tân và Bách Thuận thành xã mới có tên gọi là xã Tân Thuận.
91. Sắp xếp toàn bộ diện tích tự nhiên, quy mô dân số của các xã Việt Thuận, Vũ Hội, Vũ Vinh và Vũ Vân thành xã mới có tên gọi là xã Thư Vũ.
92. Sắp xếp toàn bộ diện tích tự nhiên, quy mô dân số của các xã Vũ Đoài, Duy Nhất, Hồng Phong và Vũ Tiến thành xã mới có tên gọi là xã Vũ Tiên.
93. Sắp xếp toàn bộ diện tích tự nhiên, quy mô dân số của các xã Đồng Thanh (huyện Vũ Thư), Hồng Lý, Việt Hùng và Xuân Hòa thành xã mới có tên gọi là xã Vạn Xuân.
94. Sắp xếp toàn bộ diện tích tự nhiên, quy mô dân số của các phường An Tảo, Lê Lợi, Hiến Nam, Minh Khai, xã Trung Nghĩa và xã Liên Phương thành phường mới có tên gọi là phường Phố Hiến.
95. Sắp xếp toàn bộ diện tích tự nhiên, quy mô dân số của phường Lam Sơn, các xã Phú Cường, Hùng Cường, Bảo Khê và phần còn lại của xã Ngọc Thanh sau khi sắp xếp thành phường mới có tên gọi là phường Sơn Nam.
96. Sắp xếp toàn bộ diện tích tự nhiên, quy mô dân số của phường Hồng Châu, xã Quảng Châu và xã Hoàng Hanh thành phường mới có tên gọi là phường Hồng Châu.
97. Sắp xếp toàn bộ diện tích tự nhiên, quy mô dân số của các phường Bần Yên Nhân, Nhân Hòa, Phan Đình Phùng và xã Cẩm Xá thành phường mới có tên gọi là phường Mỹ Hào.
98. Sắp xếp toàn bộ diện tích tự nhiên, quy mô dân số của phường Dị Sử, phường Phùng Chí Kiên và các xã Xuân Dục, Hưng Long, Ngọc Lâm thành phường mới có tên gọi là phường Đường Hào.
99. Sắp xếp toàn bộ diện tích tự nhiên, quy mô dân số của phường Bạch Sam, phường Minh Đức, xã Dương Quang và xã Hòa Phong thành phường mới có tên gọi là phường Thượng Hồng.
100. Sắp xếp toàn bộ diện tích tự nhiên, quy mô dân số của các phường Lê Hồng Phong, Bồ Xuyên, Tiền Phong và các xã Tân Hòa (huyện Vũ Thư), Phúc Thành, Tân Phong, Tân Bình thành phường mới có tên gọi là phường Thái Bình.
101. Sắp xếp toàn bộ diện tích tự nhiên, quy mô dân số của phường Trần Lãm, phường Kỳ Bá và các xã Vũ Đông, Vũ Lạc, Vũ Chính, Tây Sơn thành phường mới có tên gọi là phường Trần Lãm.
102. Sắp xếp toàn bộ diện tích tự nhiên, quy mô dân số của các phường Trần Hưng Đạo, Đề Thám, Quang Trung và xã Phú Xuân thành phường mới có tên gọi là phường Trần Hưng Đạo.
103. Sắp xếp toàn bộ diện tích tự nhiên, quy mô dân số của phường Hoàng Diệu và các xã Đông Mỹ, Đông Hoà, Đông Thọ, Đông Dương thành phường mới có tên gọi là phường Trà Lý.
104. Sắp xếp toàn bộ diện tích tự nhiên, quy mô dân số của phường Phú Khánh và các xã Nguyên Xá (huyện Vũ Thư), Song An, Trung An, Vũ Phúc thành phường mới có tên gọi là phường Vũ Phúc.
105. Sau khi sắp xếp, tỉnh Hưng Yên có 104 đơn vị hành chính cấp xã, gồm 93 xã và 11 phường.